# Konkan
Konkan (कोकण en marathi) o Costa de Konkan o Karavali, fou el nom regional donat al país sota els Ghats Occidentals al sud del riu Damanganga, la costa de Kanara del Nord, els estats natius de Janjira i Savantavadi, i el territori portuguès de Goa amb una superfície de 8.000 km² i una població el 1901 de 5.610.432 habitants. El nom Konkan seria d'origen dravídic però no ha estat explicat satisfactòriament. Els habitants són anomenats konkanis que és també el nom d'un poble separat amb llengua pròpia avui dialecte del marathi. Modernament hi ha una entitat administrativa que porta aquest nom: la divisió de Konkan.
El konkanis (poble) ja són esmentats al Mahabharata i altres relats èpics i per Varaha Mihira, el geògraf del segle vi. També apareixen a les inscripcions dels chalukyes al segle VII. El territori apareix esmentat com Aparanta al segle iii aC i al segle ii. Posteriorment els escrits sànscrits donen el nom de Konkan a la costa occidental de l'Índia en general entre Trimbak i el Cap Comorin, i s'esmenten set divisions però amb noms variables, si bé el Konkan propi formaria part de la divisió anomenada Chiplun. Konkan no hauria format mai una unitat política. Els geògrafs àrabs del segle ix al XIV ja li donaven el seu modern significat.
El país es pot considerar en general fèrtil i pla, regat per rius que venen de les muntanyes però no gaire grans. La llengua principal és el konkani, considerat un dialecte del marathi en el que es troben elements dravídics.

## Primeres dinasties
El primer sobirà conegut, per una inscripció, era el cap de Mandava, segurament una dinastia local amb capital a Mandad a 2 km al nord de Kuda. Una altra inscripció esmenta a un príncep de la dinastia de Kamboj governant a Kolaba més o menys al mateix temps. No se sap si eren dinasties independents o subordinades als andharbhrtyas (dinastia andhra), que en aquest temps tenien capital a Paithan, prop d'Ahmednagar, i a Kolhapur.
L'emperador kusana Kaniska I va estendre el seu poder a l'Índia central i occidental vers el final del segle i. Ksaharata Bhumaka fou el primer sobirà dels khsatrapes que va governar la zona del sud-oest per compte de la dinastia kusana; a Bhumaka l'hauria succeït Nahapana (vers 119-125) la relació del qual amb el seu antecessor és desconeguda; a les monedes, Nahapana és esmentat com Rajan, un títol que segurament voldria dir que havia assolit la independència; durant el seu regnat el seu gendre Rsabhadatta va estendre el poder de la nissaga a la part nord del Konkan. Vers 125 el rei satavahana Gautamiputra Satakarni va derrotar a Nahapana i va annexionar les províncies del sud dels khsatrapes o dinastia de Ksaharata; en unes inscripcions a unes coves a Naneghat (prop de Junnar), aquest rei és descrit com "Khakharatvamsaniravsesakala" és a dir la persona que havia derrotat els khsatrapes, i com "Sakayavanapallavanisudana", el destructor dels saces, yavanes i pallaves.
Enderrocar Nahapana, la família escita dels kardamakes va establir la seva autoritat a la zona sota el rei Castana, fill de Yasamotika. Inscripcions trobades a Andhan demostren que el 130-131 Raja Castana governava juntament amb el seu net Rudradaman amb títols respectius de Mahakhsatrapa i Khsatrapa. Això suposaria que els saces havien derrotat al rei satavahana i recuperat la part nord dels dominis de Nahapana. Una inscripció a Junagad parla de Rudradaman com a senyor de molts territoris incloent Akora, Avanti, Anupa, Aparanta, Saurastra i Anarta (és a dir Dwarka a Kathiawar); algunes d'aquestes conquestes foren sobre Gautamiputra quan encara Rudradaman era khsatrapa a les ordes del seu avi. En algun moment posterior al 131 Rudradaman va pujar al tron i una inscripció demostra que governava el 150-151 sobre els antics dominis khsatrapes excepte Nasik i Poona. Va formar aliança amb els satavahanes de Daksinapatha, els iksvakus d'Andhrapatha i els licchhavis de Vaisali. Els seus successors no van poder retenir els seus dominis a la regió d'Aparanta segurament a causa de la pressió dels satavahanes al final del segle ii.
Els satavahanes que havien arribat al poder al segle I es titulaven senyors de Daksinapatha i la seva capital era a Pratisthana identificada amb la moderna Paithan al riu Godavari, Districte d'Aurangabad (Maharashtra). Els puranes es refereixen als membres d'aquesta família com Andhrabhrtya el que ha donat origen a certa controversia; se suposa que Satavahana era el nom de família (kula) i Andhra el nom de la tribu (jati). La seva cronologia és discutida; el fundador Simuka va enderrocar a Susarman, el darrer rei Kanva que havia governat per 45 anys després d'eliminar el darrer rei sunga Devabhuti. Simuka hauria regnat doncs al segle I; el van seguir Krishna i Satakarni coneguts per inscripcions. La inscripció de Hathigurhpha assegura que Satakarni I exercia poder sobre un gran imperi que probablement incloïa el nord del Konkan i Kathiawar. Les inscripcions de Naneghat parlen de Nayanika, la seva esposa, i els seus fills Vedisri i Saktisri. El Saraganus esmentat al Periplus de la mar Eritrea es podria referir a Satakarni I. El Periplus deixa entendra que el nord del Konkan va passar de Satakarni II a Sandares en un moment de la meitat del segle ii. Aquest Satakarani seria un descendent de Satakarni I, i mentre aquest regnava al final del segle i, el segon Satakarni (o Gautamiputra Satarkarni) regnava al segle II; un eclipsi al començament del segle II es deuria a un domini temporal saka.
Gautamiputra Satakarni és titulat "Saka-yavana-pallava- nisudana" i "Satavahana-kula-yasa-pratisthapanakara". El seu mèrit fou l'eliminació de la dinastia Ksaharata (o khsatrapa). Una inscripció a Nasik que es podria datar al 18è any del seu regnat (vers 125) el mostra donant terres a Rsabhadatta, gendre de Nahapana després d'una victoria militar; el domini directe d'aquest rei s'estenia entre el Kistna al sud fins a Malwa i Kathiawar al nord, fins a Berar a l'est i fins a Konkan a l'oest. Vers 135 hauria mort i l'hauria succeït el seu fill Vasisthaputra Pulumavi (o Pulumayi). Aquest rei va perdre alguns districtes enfront de la dinastia Kardamaka.
Entre els successors hi ha Yajnasri Satakarni (o Yajna Satakarni, vers 174-203) conegut per inscripcions a Nasik, Kanheri i Cinna-Ganjan i per algunes monedes. Fou el darrer gran rei, que va tenir a ratlla als saces, però a la seva mort va començar la decadència i el domini satavahana es va partir en petites unitats sota diferents prínceps de sang reial.
Al Periplus s'esmenten les poblacions de Sopara (Ouppara), Kalyan (Kalliena), Ceul (Semulla) i Palpattan o Pal prop de Mahad (Palaiptama). Claudi Ptolemeu descriu la regió de Kolaba i parla de tres llocs: el promontori o mercat de Symulla (després Ceul o Chaul); Hippokura (moderna Goreganu o Ghodeganu), al sud de Symulla; i Balepatna (moderna Mahad), no lluny de Hippokura. Diu que els satavahanes governaven Konkan i Dècan i els ports de la costa de Kolaba eren emporis comercials cap a l'interior i cap al golf Pèrsic, Egipte, Aràbia i Abissínia.
A la caiguda dels satavahanes van entrar els Vakatakes fins a la pujada dels Chalukya al segle vi. La dinastia la va fundar Vindhyasakti. Al segle vi el districte i tot el nord de Konkan fou regit segurament per caps mauryes i nales (dinastia Nala), ja que Kirtivarman (550-567) el primer chalukya, és assenyalat a continuació de Nales i Mauryas. Una inscripció esmenta al Konkan al rei maurya Suketuvarman la capital del qual hauria estat Puri (o Gharapuri, que podria ser l'illa Elefanta prop de Bombai, o Rajpuri prop de Janjira); una altra parla de Bhavattavarman probablement Bhavadattavaraman anomenat "Nala-nrpa-vamsa-prasuta" i "Mahesvarmanhasenatisra-rajya-vibhava" que voldria dir que havia aconseguit el seu triomf per gràcia de Mahesvara (Xiva) i Mahasena (Skanda-Kartikeya). La conquesta efectiva del Konkan pels Chalukya fou obra de Pulakesin II (610-640), net de Kirtivarman. Pulakesin va sotmetre al sud als Kadambes de Banavasi, la Dinastia Ganga Occidental (del sud de Mysore moderna Karnataka) i els alupes (a Humca, al districte de Shimoga, modernament districte de Shivamogga a Karnataka) i al nord als lates, malaves i gurjares; un virrei chalukya es va establir al Gujarat (Sendrakas, un parent de la mare de Pulakesin s'hauria fet independent poc després). Pulakesin va morir el 642.
Els Traikutakes (nom derivat de la muntanya Trikuta a Aparanta és a dir el nord de Konkan) van regir Aparanta i s'han trobat algunes monedes fins al sud de Gujarat. La dinastia va acceptar la sobirania dels Kalachuris de Mahishmati però aquestos foren dominats pels chalukyes. El chalukya Mahagalesa (597 o 598 a 610-611) reivindica l'expulsió del sobirà Buddharaja, fill del kalachuri Sankaragana. Mahagalesa era germà o germanastre de Kirtivarman I mort vers 597-598 (deixant fills menors d'edat). El rei kalachuri Buddharaja, fill de Sankaragana, fou derrotat abans del 12 d'abril del 602 i més part dels seus dominis foren annexionats. El 608 Bhudda governava Nasik i seguia la lluita fins que al cap d'uns anys els chalukyes es van imposar. Al final del regnar de Mahagalesa es va lliurar una guerra civil entre el rei i el seu nebot Pulakesin II, fill de Kirtivarman; Mahagalesa volia deixar la successió al seu propi fill però fou derrotat i mort.
Al segle vii el peregrí xinès Hiuen Tsang (640) esmenta Cimolo (Chaul).

## Silahares
Al segle VIII van arribar al poder al Konkan els silahares que van governar fins al segle xiii sense interrupció. Hi va haver tres branques: la vella que va governar el sud del Konkan vers 765 a 1015/1020; els Silahares de Thana que van governar el nord de Konkan que van fer eclosió vers el 800 i van governar 400 anys. I una tercera branca que va governar territoris a l'interior cap al districte de Satara i el districte de Belgaum i l'antic principat de Kolhapur, que va sorghir vers el segle X però mai va dominar el Konkan. Els silahares foren feudataris dels rastrakutes, chalukyes, kadambes i finalment dels yadaves de Devagiri. A partir del segle vii van arribar jueus (Bani Israil) i parsis.
El silahares del sud de Konkan són coneguts per les taules de Kharepatan, fetes el 1008. Rattaraja fou el darrer sobirà i es donen els noms i detalls genealògics dels seus deu antecessors i alguns dels seus fets. La data de fundació es dedueix que el primer sobirà fou feudatari del rashtrakuta Krishna I (758 a 773). Vers 765 Krishna havia establert el seu poder a Konkan que segurament va confiar a Sanaphulla, fundador de la dinastia Silahara. La cronologia incerta s'ha format sobre la base d'una mitjana de 25 anys per regnat:
- Sanaphulla 765-795
- Dhammayira 795-820
- Aiyaparaja 820-845
- Avasara I 845-870
- Adityavarman 870-895
- Avasara II 895-920
- Indraraja 920-945
- Bhima 945-970
- Avasara III 970-995
- Rattaraja 995-1020

Poc després del 1008 el govern del Konkan va passar a mans dels Chalukyes posteriors.
Segons les taules, Sanaphulla va obtenir el domini del territori entre la muntanya Sahya i la mar per gràcia de Krishna Raja. El seu fill Dhammayirava construir el fort de Vallipattana a la costa. Aiyaparaja va obtenir una victòria a Chandrapuri (Chandor prop de Goa). Res s'esmenta del regnat d'Avasara I. El seu fill Adityavarman, descrit com a valerós i brillant, va ajudar els reis de Chandrapuri (Goa) i Chemulya (moderna Cheul), a 50 km al sud de Bombai el que demostraria que el seu govern s'estenia per tot el Konkan. En aquest temps el rei Laghu Kapardi de la branca de Thana era un infant. Avasara II va seguir la política paterna. Bhima, fill d'Indrarajava enderrocat al petit sobirà de Chandor. En aquest temps el rei kadamba Sasthadeva i el seu fill Caturbhuja van intentar enderrocar als rashtrakutes. Avasara III va tenir un regnat agitat; i Rattaraja, lleial als rashtrakutes, va acabar havent de transferir la seva lleialtat a Taila II.
La branca del nord de Konkan no té moltes evidències històriques accessibles. 5 taules de coure i unes dotzenes d'inscripcions. La seva capital era Thana i la branca hauria estat fundada per Kapardi un valent lloctinent del rashtrakuta Govinda III (794-813) que li va donar el govern del nord del Konkan en recompensa. La inscripció de Kanheri datada el 843 parla del seu fill Pulasakti, que havia obtingut el domini del Konkan pel favor del rei rashtrakuta Amoghavarsa, si bé això s'ha posat en dubte. Kapardi hauria governat del 800 al 825 i el seu fill del 825 al 850. Kapardi II (850 a 880) és conegut com a Laghu-Kapardim, temut segons les inscripcions fins i tot quan era infant; dos registres d'aquest rei diuen que fou feudatari de Amoghavarsa I; en el seu regnat els silahares del sud es van estendre a Goa. Kapardi II es va sotmetre al rei kalachuri Kokalla. El seu fill Vappuvanna no fou un bon rei però el seu fill gran Jhanja (910 a 930) és esmentat com a rei de Samur o Cheul per l'historiador àran al-Masudi el 916. Les taules de Kharepatan informen que aquest rei va construir 12 temples dedicats a Xiva.
Les taules de Sangamner que fan referència a aquest rei foren fetes vers el 1000. El seu germà petit Goggi (930 a 945) és comparat a Drona i Bhisma a les taules de Kharepatan però no s'esmenten els seus fets; el seu fill Vajjada I (945 a 975) va romandre lleial als rashtrakutes fins que aquesta dinastia fou enderrocada vers el 973. La taula de cobre de Bhadan de Aparajita Mrganka que apareix amb el títol de Samantadhipati (975 a 1010) feta el 997 parla del seu govern sobre el Konkan; el rei lamenta l'enderrocament dels rashtrakutes i no accepta la supremacia dels chalukyes. Aparajita va ajudar a un rei de nom Gomma i també a Aiyapadeva a retenir el seu regne; també es diu que va ajudar el rei Bhillama II, d'una branca de la família yadava. Satyasraya, el successor del chalukya Taila va atacar a Aparajita després de la retirada dels Chola. Aparajita fou derrotat i va morir poc després.
Unes paraules ambigües han deixat suposar que els dos fills d'Aparajita, Vajjada II i Arikesarin, van lliurar una guerra successòria, però probablement no fou així. Vajjada II (1010 a 1015) era el germà gran i Arikesarin el va succeir (1015-1025) potser com a regent; a la mort d'Arikesarin va pujar al tron el fill de Vajjada II de nom Chittaraja. Una esposa del rei kadamba Chattadeva (vers 980-1031) de nom Kundaladcvi, era fill del rei "Vacchaya de Thani" (segurament Vajjada II de Thana). Potser fou Arikesarin qui va acceptar la supremacia chalukya; per un afer de venjança el rei paramara, Bhoja, va atacar el Konkan abans del 1020. Encara el 1024 el rei chalukya Jayasimha II estava a punt per atacar el nord de Konkan; quan es va sotmetre Arikesarin no se sap; podria ser aleshores, però podia haver estat també després Chittaraja; no obstant si Jayasimha II i el seu general Chavanarasa havien reconquerit Konkan el 1024 o abans del 1024 com sembla, expulsant al paramara Bhoja, el més probable és que fou llavors.
Chittaraja (1025 a 1040) va començar a perdre la supremacia silahara davant els kadambes de Goa. El rei kadamba Sasthadeva II reclama en una inscripció haver conquerit el sud i nord de Konkan i encara que Chittaraja va retenir el nord de Konkan segurament va haver d'acceptar la supremacia kadamba. Aquestos van comptar amb el rei Gorika de la casa silahara de Kolhapur. Chittaraja va construir un temple de Xiva a Ambarnath prop de Kalyan. En temps del seu fill Mammuni (1040 a 1070) els kadambes eren molt poderosos i el rei silahara va oferir la mà de la seva filla. Somesvara I, rei chalukya, va enderrocar al rei Mammuni del Konkan del nord per un temps i va posar al seu propi candidat al tron però sembla que no fou per molt de temps. Anantadeva (1070 a 1110), fill del germà gran de Mammuni, fou un sobirà ambiciós que la taula de Kharepatan diu que va derrotar els seus enemics probablement una referència a Guhalla II el rei kadamba, que fou expulsat per Anantadeva; va agafar el títol de "pascimasamudradhipati" (senyor de l'oceà occidental" i fou senyor de tot el Konkan amb 1.400 viles. No obstant els adversaris d'Anantadeva eren de fet els chalukyes. Els silahares s'havien debilitat a causa de la victòria de Gonka (1020 a 1050) anomenat senyor del Konkan però Anantadeva es va recuperar i segurament va derrotar el kadamba Guhalla Deva III (1180).
Apararka I (1110 a 1140) fill d'Anantadeva apareix cedint terres sense cap referència als kadambes el 1118-1119, 1127-1128, 1129-1130 i 1138-1139. El fet que el rei kadamba Vijayaditya s'anomenés a si mateix "Torxa de les joies de la terra de Konkan" no vol dir que hagués dominat aquest territori però pot ser si que va el va retornar a ser feudatari. Vijayaditya s'hauria revoltat contra els chalukyes però fou derrotat i es va haver de sotmetre. El reu kadamba Jayakesin II (1125-1147) que s'anomenava a si mateix Senyor del Sur i el Nord del Konkan s'hauria enfrontat a Apararka. Jayakesin va reforçar la seva posició amb un enllaç amb la filla de Vikramaditya VI, rei chalukya dels que fou vassall. L'èxit al Konkan fou efímer doncs al cap de pocs mesos el nord del Konkan o Kaverikadvipa ja no s'esmenta entre els seus dominis.
El següent rei fou Harapaladeva (1140-1155) el parentiu del qual amb Aparaka no s'esmenta; hi ha inscripcions de 1149, 1150 i 1153. En temps de Mallikarjuna rei silahara (1155-1170) el seu veí del nord, el chalukya Kumarapala de Gujarat va envair els dominis dels silahares. En la primera batalla a Navasari prop de Surat, Kumarapala fou derrotat a la segona batalla Mallikarjuna va resultar mort i Kumarapala va incloure el Konkan entre els seus dominis; però una inscripció d'Aparaditya II (1170-1195) successor de Mallikarjuna, datada el 1180, el torna a posar en possessió d'aquest territori. El següent rei fou el seu fill Kesiraja que apareix en inscripcions entre 1203 i 1238 el que vol dir que va regnar almenys 40 anys però hauria hagut de reconèixer la sobirania del yadaves de Devagiri. El darrer rei silahara fou Somesvara (1240-1265) del que hi ha inscripcions de 1259 i 1260. El rei yadava Mahadeva (vers 1260-1271) va derrotar un rei de Konkan de nom Soma que seria Somesvara. La taula de Thana assenyala el 1273 ja un governador Yadava a Konkan i Dècan.
En referència a la tercera branca silahara (vers 1000 a 1215) el rei Gonka és esmentat com a senyor de Karhad (Karad), Mairifvija (Miraj) i Konkan. El seu fill Bhoja II (1175 a 1215) va assolir diversos títols imperials però fou eliminat pel rei yadava Sihghana (després de 1210).
El reis silahares foren:
- Kapardi 800-825
- Pulasakti 825-850
- Kapardi II 850-880
- Vappuvanna 880-910
- Jhanja 910-930
- Goggi 930-945
- Vajjada I 945-975)
- Aparajita (Samantadhipati) 975-1010
- Vajjada II 1010-1015
- Arikesarin 1015-1025
- Chittaraja 1025-1040
- Mammuni 1040-1070
- Anantadeva 1070-1110
- Apararka I 1110-1140
- Harapaladeva 1140-1155
- Mallikarjuna 1155-1170
- Aparaditya II 1170-1195
- Kesiraja 1195-1240
- Somesvara 1240-1265

Els virreis yadaves van governar no sols sobre Konkan sinó també sobre [Dècan] entre els reis Sihghana (1200 a 1247) i Ramachandra o Ramadeva (1271-1310) i el seu fill Sankara (1311-1313). Ramachandra és conegut perquè fou fet presoner per Malik Kafur, el general del sultà de Delhi Ala al-Din Muhammad Shah I Khalji (1296-1316) a la batalla de Devagiri el 1307. El 1313 Malik Kafur va haver de tornar al Dècan per sotmetre el país i va executar a Sahkara fill de Ramachandra establint la seva residència a Devagiri després reanomenada Daulatabad. La revolta d'Harpala, gendre de Ramchandra, fou dominada per Mubarak, tercer fill del sultà, el 1317 i el cap rebel fou cremat viu. Des de llavors els musulmans van tenir ports a Konkan com Cheul. El sud del Konkan estava sota el control de la dinastia linhayat de reis de Kanara amb seu a Anegundi i altre feudataris de Vijayanagar (que després es va estendre al nord), i el nord va quedar pels musulmans. Com veurem, abans del final del segle xv tot el Konkan havia passat al musulmans.

## Vijayanagar
Els musulmans van tenir posicions al Konkan al nord i centre. Kolaba i Chaul foren dominis seus. La tradició recollida segles després pels britànics diu que el sud de Konkan va estar en mans d'una dinastia de Lingayats anomenats reis de Kanara amb seu a Anegundi. El seu poder hauria entrat en decadència progressiva portant a un període de desordres quan el país fou assolat pels kolis i va quedar quasi despoblat. Un dels caps locals tenia seu a Kurdu prop del pas de Devasthali a uns 35 km al sud-est de Nagothana.
Un dels centres de poder de Vijayanagar al Konkan fou Rayagad que governava un poligar com a tributari. Segons Ferishta bona part del Konkan estava al segle xiv en mans dels reis de Vijayanagar dinastia que va tenir dotze reis. Un d'aquestos, Bukka I, va morir el 1377 i el va succeir Hariara II. Durant el seu regnat hi va haver una revolta al Konkan i la regió va passar a mans dels Turuskes que tenien el suport dels sultans bahmànides (1377). L'any següent el sultà Ala al-Din Mudjahid (1375-1378) fou assassinat a Adoni i Hariara II va aprofitar per envair el Konkan del nord amb un gran exèrcit. El feudatari Madhavamantrin de Banavasi va derrotar els turuskes i va conquerir Goa dominant els anomenats Set Konkans o Sapta Konkans (1380). També Hariara II va dominar Chaul i Dabhol a la costa nord, i de ben segur el ports al sud de Goa, deixant així tot el Konkan en mans de Vijayanagar.

## Bahmànides
Sota els bahmànides (1347-1489) la capital es va traslladar de Daulatabad a Gulbarga i el tràfic comercial va passar als ports de Ratnagiri: Dabhol, Ciplun i Rajapur si bé Chaul (Ceul) va romandre un lloc important i quan el 1357 Hasan Gangu va distribuir el territori en quatre províncies la del nord-oest incloïa Ceul, Junnar, Daulatabad, Bid i Paithan.
Muhammad II (1378-1397) va fer front a una fam portant gra de Gujarat a Malwa, distribuint-lo a baix preu i establint orfenats dos dels quals foren a Ceul i Dabhol. El 1429 Shihab al-Din Ahmad I (1422-1436) va enviar una força naval que volia dominar tot el Konkan. El general Khalaf Hasan Basri va planejar capturar Sasti que aleshores dominaven els sultans de Gujarat i va acampar a la riba del Mahim, però l'intent va fracassar quan els seus oficials decanis van desertar per les rivalitats llavors existents entre noblesa local i estrangera, i els gujaratis van aconseguir la victòria. Entre 1430 i 1431 l'exèrcit bahmànida fou derrotat tres vegades per Gujarat i encara que Khalaf atribuïa les derrotes als decanis, aquestos van convèncer el sultà de la incompetència de Khalaf i van assolir el poder iniciant la supressió dels estrangers.
Un segon exèrcit enviat el 1436 va imposar tribut al senyor de Redi o Rayagad. El 1446 un exèrcit dirigit per nobles locals i estrangers fou enviat contra Raja Sankarrav Sirke, senyor de Khelna (Visalgad) al sud de Konkan, que va rebre el suport del raja de Sangamesvar que era vassall bahmànida; els invasors foren atrets a la part muntanyosa del Konkan i derrotats i es van haver de retirar cap a la fortalesa de Cakan. Els nobles locals van atribuir la derrota a la mala direcció de Khalaf i el sultà els va donar suport i un gran nombre de nobles estrangers foren massacrats, però els sobrevivents van poder fer arribar una versió diferent dels fets i ho van poder demostrar, i els estrangers van pujar llavors al poder.
El 1451 amb l'establiment de Junnar com a centre musulmà principal, la connexió amb Konkan es va reforçar. Però el domini efectiu sobre el Konkan mai es va aconseguir del tot.
Amb Muhammad Shah III (1463-1482) el poder en gran part va estar en mans de l'hàbil ministre Mahmud Gawan, un persa. Per dominar Konkan va marxar (1469) contra els caps locals amb un fort exèrcit amb forces reclutades a Junnar, Cakan, Kolhad, Dabhol, Ceul, Wai i Man. Fou envaïda Jakhurai (probablement Sankarrav de Sangamesvar, al camí de Kolhapur); Khelna o Visalgad, que li tallava el pas cap a Sangameswar, fou capturada amb moltes dificultats i ho va aconseguir amb l'ajut de Karan Singh de Mudhol, que tenia una banda de soldats al seu servei, tots marathes. Bhim, fill de Karan Singh va escalar les muralles de Visalgad amb ajut d'una cabra de muntanya i va capturar la fortalesa. Sangameswar va capitular poc després. Tot seguit es va conquerir Goa. La conquesta d'aquest port, pel que Vijayanagar tenia un intens tràfic comercial, va afectar greument a l'imperi hindú. La campanya de Gawan es va acabar el 1472.

## Gujarat i Ahmednagar
Amb el bahmànida Sultan Mahmud Shah (1482-1518) els governadors provincials van augmentar el seu poder. El sud de Konkan va quedar en mans del governador (després sultà) d'Ahmednagar. Bahadur Gilani, un noble bahmànida fill del governador de Goa, es va establir a Goa i Dabhol i es va apoderar del govern de Konkan; llavors va cometre diversos actes de pirateria a la costa de Gujarat durant uns quants anys (1491-94) arribant amb els seus atacs fins a Cambay i ocupant l'illa de Mahim. Mahmud Begada o Mahmud Shah I Begra Gudjarati sultà de Gujarat (1458-1511) va intentar enviar un exèrcit contra Gilani però aviat es va adonar que per ser eficaç havia d'envair Dècan. Mahmud va escriure al sultà Bahmànida exposant la necessitat d'eliminar el rebel i Sultan Mahmud va enviar efectivament un exèrcit contra Gilani i finalment el 1494 fou derrotat i mort i es van donar compensacions a Gujarat, que en endavant va mantenir un precari control sobre el nord de Konkan, deixant el sud en mans del sultanat d'Ahmednagar, successor dels bahmànides a la zona. Una part del Konkan, incloent Nagothana i Ceul (Chaul) va passar a mans de Gujarat (el viatger italià Varthema diu que el 1502 Chaul estava en mans de Gujarat, i el Mirat-i-Ahmadi diu que el 1508 el sultà de Gujarat va establir guarnició a Nagathona).

## Portuguesos
Gujarat, alarmat per la presència portuguesa, va demanar ajut al Soldanat Mameluc dEgipte que va enviar una flota sota Amir Husayn; el gener de 1508 aquesta flota va derrotar severament als portuguesos a la batalla de Chaul (Ceul) i el fill del virrei portuguès Almeida va morir. L'any següent el virrei portuguès va venjar la mort del seu fill va derrotar decisivament als egipcis i gujaratis a la batalla naval de Diu. Chaul va passar de Gujarat a Portugal el 1509; els portuguesos van establir factories a Chaul i Revdanda el 1516; amb això i l'ocupació de Goa, (1510) el centre de la costa de Konkan del nord va passar a Bombai. Els sultans de Gujarat van romandre al fort de Sangaza o Sahksi al riu Pen. El 1521 el sultà d'Ahmednagar va autoritzar als portuguesos la construcció d'un fort a Revdanda a canvi de poder importar cavalls per Chaul (situada a 3 km); el fort estava construït el 1524.
El 1528 la flota de Gujarat es va presentar a la boca del riu Ceul i va damnar les forces d'Ahgmednagar i al comerç portuguès. Aquestos van enviar una flota, van capturar diversos vaixells gujaratis i passant el riu Nagothana o Amba van cremar sis ciutats gujaratis; en el retorn el comandant portuguès fou atacat pel comandant de Nagothana, però va poder seguir sense cap pèrdua; el 1533 i altre cop el 1538 els sultans de Gujarat van fer tractats amb els portuguesos. El 1540 Burhan Nizam Shah d'Ahmednagar va prendre el fort de Sangaza o Sahksi al riu Pen que tenia guarnició de Gujarat. El comandant gujarati va demanar ajut als portuguesos que van recuperar el fort i el van conservar per un temps, però com que el trobaven costós de mantenir el van retornar a Ahmednagar.
El poder portuguès eren tan gran a l'època que el 1570 els sultans d'Ahmednagar, i Bijapur, el samorin de Calicut, i el sultà d'Atjeh a Sumatra van fer una aliança contra ells i Murtaza Nizam Shah d'Ahmednagar, que aspirava a Ceul i Vasai, va dirigir un exèrcit contra els portuguesos, atacant Ceul, però sense resultat. En represàlia els portuguesos van envair el territori d'Ahmednagar i van atacar Kalyan saquejant els suburbis. El 1594 Ahmednagar va tornar a atacar Ceul i va enviar un cos de cavalleria a assolar Bassein.
L'establiment dels Sidis a Janjira i Danda-Rajpuri i la factoria anglesa a Surat va afectar la prosperitat de Chaul que no obstant va ser inicialment la principal possessió portuguesa al Konkan. La rivalitat entre els nizamshàhides d'Ahmadnagar i els adilxàhides de Bijapur i les seves lluites constants va afectar seriosament al comerç de Chaul i l'acumulació de residus va tornar el port poc fondo i el va fer inconvenient per grans vaixells i, per tant, pel comerç a gran escala.

## Sidis de Janjira
Els Sidis eren d'origen habshi (africà) i havien arribat a l'Índia al segle xv o abans. Sovint els esclaus negres a l'Índia com en altres llocs, utilitzats com a marins o soldats, arribaven a alts comandaments. Els esclaus negres eren barats de compra (eren venuts pels seus pares i de vegades es venien a si mateixos) i eren també barats de mantenir (una ració d'arròs al dia). A final del segle xv un Sidi Yakut és esmentat com almirall de Bahadur Gilani (1491-1494). El 1493 Gilani va enviar a Sidi Yakut amb una flota a territori de Gujarat i es va apoderar del fort de Mahim prop de Bombai. Finalment Gilani fou derrotat i mort pel sultà Shihab al-Din Mahmud Bahmani (1482-1518). No hi ha cap prova de connexió entre Yakut i Janjira (deformació de l'àrab jazira = illa) i el port de Danda-Rajpuri, que a finals del segle xv o començaments del XVI pertanyien al sultà d'Ahmednagar; aquest sultà, Malik Ahmad (1490-1508), fundador de la dinastia nizamshàhida, fou el primer que va donar el comandament de la fortalesa de Janjira a habshis; anteriorment Janjira hauria estat en mans dels sultans de Gujarat (vers 1450-1500) i fou seu d'un dels vint-i-cinc districtes o sarkars del sultanat.
Danda-Rajpuri fou ocupada poc després de 1490 per Ahmad Shah d'Ahmednagar després d'un llarg setge però Janjira fou atacada sense èxit durant sis mesos; aquest fracàs posava en perill la situació d'Ahmad, doncs la independència en relació al sultà bahmànida no s'havia consolidat i el sultà Mahmud subornava a les seves forces per tornar a la seva causa. L'afortunada conquesta de Sivneri, el fort de Junnar a Poona, on va trobar cinc anys d'ingressos de Maharashtra i Konkan, va permetre a Ahmad assegurar la fidelitat dels seus homes amb una bona paga. El setge de Janjira es va estrènyer i finalment la fortalesa fou ocupada i la guarnició koli encadenada i tirada a la mar. El fort fou reconstruït i reforçat i el comandament donat a l'habshi Sidi Yakut. Aquesta és només una versió dels fets però se'n coneixen mitja dotzena i en quasi cap de les altres el comandament no va passar pas a Sidi Yakut.

## Ahmednagar
Els sultans de Gujarat van seguir considerant la zona com de la seva sobirania. Quan el 1578 Akbar el Gran va conquerir Gujarat va reconèixer Danda-Rajpuri com a part Ahmednagar. El 1600 Ahmednagar fou ocupada pels mogols i encara que Malik Ambar va recuperar el poder a la major part del territori de l'antic sultanat, es creu que el 1618 Danda Rajpuri romania sota oficials mogols (consta el nomenament de Allah Khan el 1612 i el d'Ibrahim Khan el 1618). Els portuguesos romanien a Revdanda. El 1618 un habshi de nom Sidi Surul fou nomenat governador per compte d'Ahmednagar i el 1620 el va succeir Sidi Yakut, i el 1621 Sidi Ambar conegut com a Sanak (el Petit) per distingir-lo de Malik Ambar (que seria el Gran) que va dominar Ahmednagar fins a la seva mort el 1626.

## Mogols
El 1630 amb l'enderrocament definitiu del sultanat d'Ahmednagar per Shah Jahan (1628-1658), Danda-Rajpuri i Janjira van quedar dins els dominis mogols definitivament encara que el seu control fou llunyà i poc efectiu i els Sidis van conservar el poder local; el 1632 els mogols van oferir el Nagar Konkan al general maratha Sahaji (pare de Sivaji) que al servei d'Ahmednagar havia obtingut una gran victòria el 1624) si acceptava tenir-lo en feu de l'imperi i renunciava a qualsevol pretensió al Dècan. El 1636 els mogols van intentar eliminar a la dinastia nizamshàhida i Shahaji o Sahaji s'hi va oposar; el febrer de 1636 els mogols van enviar un exèrcit per recuperar Konkan de Sahaji (o Shahaji) que es va retirar al fort de Mahuli a Thana on es va haver de rendir i va passar després al servei de Bijapur.

## Bijapur
El 1636 Adil Khan de Bijapur, aliat dels mongols, esdevenia tributari d'aquestos i Shah Jahan li va entregar el Konkan en feu; entre les zones cedides s'esmenten expressament a Jival o Ceul, Cakan, Bahal o Pabal (potser Panvel a Thana) i Danda-Rajpuri.
Sota Bijapur el Konkan, entre el Savitri i Vasai, va quedar dividit en dos governs; un entre Bhivandi i Nagothana amb seu a Kalyan, i un altre entre Nagothana i el Savitri sota els Sidis de Janjira amb seu a Danda-Rajpuri, que tenien l'encàrrec de protegir el comerç contra els pirates i protegir els peregrins cap a la Meca; el Sidi esdevingué el primer oficial de la marina de Bijapur amb rang de wazir. La successió dels Sidis es faria a la mort de cadascun, per part del primer oficial de la flota i no pas pel fill. Sidi Ambar apareix revoltat contra Bijapur sent derrotat el novembre de 1640 i un exèrcit de Bijapur fou enviat el febrer de 1642 a Danda Rajpuri; Sidi Ambar s'esmenta com a mort el 1642; el març de 1642 Fath Khan (que no és clar si era habshi o afganès) va proclamar un sultà titella com a sobirà de Bijapur en oposició a Muhammad Adil Shah (1627-1657) i es va apoderar de diversos territoris a Balaghat pel seu pretendent. Un Sidi Yusuf apareix com a mort el 1655. Finalment Bijapur va fer la pau amb Fath Khan, i el va reconèixer com a senyor de Danda Rajpuri.

## Sivaji
En la campanya de Bijapur contra els mauryes de Tavli, Sivaji apareix esmentat el 1656 dirigint l'atac contra la fortalesa de Raigarh. Krishnaji i Baji, els dos fills del difunt Chandra Rao Maurya (que havia mort a mans d'un oficial de Sivaji) es van refugiar a la fortalesa amb moltes dones de la família. En aquell temps Raigarh s'anomenava Rairi i era una fortalesa amb defenses poc importants. Sivaji la va conquerir després d'un curt setge, la va rebatejar Raigarh i la va reforçar el 1656. Després Sivaji va estendre les seves conquestes cap al sud del Konkan.
El 31 de juliol de 1657 va enviar a Raghunath Ballal Korde a atacar als Sidis de Janjira, i l'octubre ell mateix es va presentar al Konkan. El gener del 1658 el nord del Konkan amb el districte de Thana, Kalyan, Bhivandi i Mahuli, fou arrabassat al governador de Bijapur Mulla Ahmad. Els progressos cap al sud foren ajudats per petits senyors locals que es volien desfer del jou musulmà. Surgad, Birvadi, Tala, Ghosalgad, Bhorap o Sudhagad (25 km a l'est de Roha), Kangori (20 km a l'est de Mahad) i altres van passar a les seves mans i els Sidis de Janjira van perdre la part oriental del districte de Kolaba.
El 1659 Sivaji va enviar una força sota el peshwa Samrajpant però els marathes foren enfrontats per Fath Khan i derrotats amb moltes baixes. La destrucció de l'exèrcit de Bijapur el novembre de 1659 li va impedir aprofitar la seva victòria. Sivaji va tornar a enviar tropes sota Raghunath Pant però Fath Khan va aconseguir mantenir-lo a ratlla i encara aconseguir certes victòries el 1660, quan va comptar amb l'ajuda de Kay Savant, un vassall lleial de Bijapur. El general de Sivaji Baji Pasalkar, va enfrontar a Fateh Khan i Kay Savant però fou derrotat.
Durant les pluges de 1661 Sivaji va concentrar les seves forces contra Fath Khan, i tot i el mal temps el va rebutjar i derrotar en una gran batalla i va entrar a Danda-Rajpuri, potser mentre el general de Bijapur Sidi Johar o Salabat Khan assetjava el fort de Panhala (encara que aquest fet és discutit en la seva cronologia). Sivaji va dominar la major part de les terres dels Sidis i va construir una fortalesa que dominava l'illa i una cadena de fortaleses com Birvadi i Linganagad (8 km a l'est de Raigarh) que impedien atacs del Sidi. Les bateries contra l'illa de Janjira no es van poder utilitzar plenament per manca de municions suficients. Janjira fou bombardejada periòdicament entre 1661 i 1670 però sense èxit. Fath Khan va demanar ajut als seus veïns els britànics i com que el prestigi de Janjira com a fortalesa era molt gran, els dirigents de la factoria de Bombai van escriure als seus superiors a Surat aconsellant abandonar Bombai per Janjira. Els dominis de Sivaji a Kolaba es van organitzar en una província sota un virrei, Vyankoji Datto, amb entre 5 i 7 mil homes al seu càrrec. Bloquejat a l'illa el Sidi va iniciar atacs pirates contra els pobles del sud a la costa sota domini de Sivaji. Aquest no va poder controlar la pirateria per manca de flota, i va decidir construir-ne una per protegir els districtes marítims.
Mentre els mongols sota Aurangzeb havien iniciat l'atac contra Sivaji el 1660 i a les ordes de Sayasta Khan havien conquerit Cakan prop de Poona i alguna altre lloc menor, i van planejar la conquesta de Konkan. Es va nomenar general per aquest objectiu a Kar Talab Khan, un uzbek amb rang de car-hazari de l'exèrcit mogol, en cooperació amb Sayasta Khan. Van sortir de Poona cap a Lohgad i Kar Talab Khan va baixar cap al Konkan per un pas al sud de Bhorghat i a través de denses jungles, roques i camins va arribar a Umarkhind (25 km a l'est del riu Pen). Sivaji, amb marxes secretes i ràpides va arribar a temps de tallar les línies tant endavant com endarrere i Kar Talab es va haver de rendir a canvi de la retirada del seu exèrcit. Aquest èxit i altres al sud del districte de Ratnagiri foren compensats per un gran fracàs: els mongols van conquerir Kalyan el maig de 1661, i poc després Mahad, capital regional, que van conservar fins al 1670. El fort de Deiri al riu Pen fou assetjat per un general mogol de nom Bulaki però una força maratha d'ajut sota comandament de Kavji Kodhalkar el va rebutjar matant a 400 dels seus homes (21 d'agost de 1661).
El 1662 Sivaji va atacar la zona del riu Pen però la defensa mogola fou forta i els marathes van tenir moltes baixes. L'alt Ceul i Rahamatpur van arribar a tenir guarnicions mogols. Encara que Sivaji va conservar Ratnagiri i part del sud de Kolaba, la resta de la regió va passar als mogols.
Sivaji va reforçar Raigarh i va construir una flota. Va reforçar també el fort de Kolaba a Alibag, i els de Suvarnadurg i Vijayadurg. El seu centre fou aleshores Kolaba. El seu poder era força gran i Bijapur, amb la mediació del seu pare Shahaji, va acordar una treva amb ell i li va reconèixer tot el territori al sud de Kalyan. Lliure del perill de Bijapur va iniciar l'ofensiva contra els mogols.
El 1663 va reunir un exèrcit prop de Kalyan i un altre prop de Danda Rajpuri però va fingir que volia atacar als portuguesos de Chaul o als Sidis de Janjira, si bé el seu objectiu real era Surat, que va sorprendre i saquejar del 6 al 10 de gener de 1664. Amb el botí va reforçar més Raigarh que va convertir en capital. El mateix any va morir el seu pare Shahaji i Sivaji es va proclamar raja i va emetre moneda.
El 1665 l'estat maratha era una potència comercial que enviava vaixells a la mar d'Aràbia cap a Pèrsia, Bàssora, Mokka i altres llocs. Aquesta activitat inquietava als anglesos i als Sidis, potencials rivals comercials, i naturalment als mogols. Aquestos van obrir una campanya el 1665 dirigida per Jay Singh i Sivaji va oferir una aliança als Sidis contra els mogols. I va fer diverses proposicions als habshis.
Els Sidis van estar al costat dels mongols el 1666 en la seva invasió de Bijapur i es va establir una connexió entre l'imperi i els Sidis, més tard reforçada. Sense poder resistir als mogols, Sivaji va acceptar tenir els seus dominis en feu imperial i anar a Agra per ser investit. Però a la cort d'Agra fou humiliat protocol·làriament i va sortir de la ciutat refugiant-se a Raigarh, on durant els següents dos o tres anys va procurar reforçar el seu poder.
El 1669 Sivaji va atacar altre cop Janjira. La fortalesa va estar en greu perill i estaven ja disposats a lluitar fins al fins i llavors entregar el fort als mogols. L'emperador va ordenar a Sivaji suspendre l'atac; no se sap si Sivaji va obeir o no, però el 1670 tornava a atacar Janjira amb totes les seves forces. Segons una de les versions de la història, Fath Khan va decidir acceptar l'oferta de Sivaji d'entregar Janjira a canvi de diners i un jagir, però els seus tres esclaus habshis Sambal, Kasim (o en alguns relats Khafi Khan Yakut) i Khairiyat va aixecar els seus clans contra la rendició a un infidel i ven empresonar a Fath Khan agafant el poder.
Els germans Kasim i Khairiyat, van deixar el poder en mans de Sidi Sambal, que fou nomenat governador. Sidi Sambal va demanar ajut al seu sobirà teòric Adil Shah de Bijapur i a Khan Jahan, governador mogol efectiu de Dècan. El primer no podia enviar cap ajut però el general mogol va enviar ràpidament un missatge de suport i va prometre ajut. Sambal, veient que només podia rebre ajut dels mogols, va transferir la seva lleialtat de Bijapur a l'emperador. Aurangzeb va canviar el títol de Sambal de wazir a Yakut Khan, i li va donar una assignació de 300.000 rúpies dels ingressos de Surat.
El 1670 la flota mogol va derrotar a la maratha prop de Danda-Rajpuri; un centenar de mariners marathes van ser tirats a l'aigua amb pedres lligades als peus. El 1671 Sambal fou nomenat almirall de la flota mogola. Sidi Kasim va rebre el comandament de Janjira i Sidi Khairiyat el de Danda-Rajpuri. Així el govern de Janjira va quedar separat del comandament de la flota. Sidi Kasim va substituir a Sambal com almirall de la flota el 1677. Encara que es pensava que havia estat per la mort de Sambal aquest no va morir el 1682 i apareix entre 1677 i 1682 com a comandant de la flota maratha. Khairiyat hauria substituït a Kasim en el comandament de Janjira i va romandre governador fins a la seva mort el 1696. Sivaji va reconstruir la seva flota i va lliurar moltes batalles contra la flota mogol dirigida ara pels habshis, però en general fou derrotat especialment per Sidi Kasim que va arrabassar Danda-Rajpuri a Sivaji per sorpresa el febrer de 1671, i després sis o set forts més a la rodalia, tots en un o dos dies excepte un que va resistir una setmana i es van rendir amb certes condicions que no foren respectades i 700 presoners foren fets esclaus i convertits a l'islam; algunes dones velles o lletges foren deixades lliures i molts homes executats. Kasim va comunicar la victòria al príncep Muhammad Muazzam, governador titular del Dècan (segon govern 1667-1672), i al general Khan Jahan, que van elevar el rang de Kasim i eel seu germà Sidi Khairiyat (que havia cooperat en la victòria de manera important).
El setembre de 1671 Sivaji va enviar un ambaixador a Bombai per demanar ajut als anglesos per atacar Danda Rajpuri, però el consell de Surat va refusar l'ajut i va aconsellar a Bombai no prometre res si bé tampoc refusar res. Atacats els Sidis a Danda Rajpuri, a finals del 1672 Aurangzeb va enviar 36 vaixells des de Surat per fer una diversió i va atacar diversos ports de Sivaji causant molts danys i la pèrdua de molts vaixells (500 però la major part bots de mercaderies)

## Marathes
Entre 1673 i 1707 els Sidis van actuar com almiralls mogols i van estar en contant guerra contra els marathes, de vegades atacants territoris marathes i altres defensant-se i conservant amb dificultat la fortalesa de Janjira. Les dues parts demanaven ajut als britànics i el govern de Bombai va mantenir una estricta neutralitat i es va guanyar la confiança de les dues parts: Sivaji va comprar 80 canons i 2000 boles de plom als francesos i també els holandesos van prometre alguna ajuda però Sivaji va preferir l'amistat amb els britànics, especialment quan després d'atacs a Janjira sense èxit va patir considerables pèrdues. El 10 d'octubre de 1673 la flota dels Sidis i mogols va entrar al port de Bombai, a la part sud, a la riba dels rius Pen i Nagothana i va assolar molts pobles marathes dels que els anglesos rebien les provisions, però una força maratha els va sorprendre i els va fer retirar. El 1674, Sivaji va dominar la costa entre Rajpuri o Janjira fins a Bardez prop de Goa, excepte Danda Rajpuri. Sivaji es va fer coronar amb esplendor el juny de 1674 a Raigarh.
L'abril de 1675 la flota dels Sidis va tornar al port de Bombai i no van acceptar el consell britànic de retirar-se; es van disposar a passar el temps de pluges a la zona però els britànics van enviar una força que sense lluita va forçar la retirada. Poc després 500 homes van intentar desembarcar a Mazganv, però foren rebutjats per canonades des del fort; es va acordar llavors que no més de 300 sidis podrien baixar a la costa al mateix temps i desarmats, sent vigilats per la guarnició britànica. El setembre la flota dels Sidis va marxar cap a Surat i el 1675 van retornar per atacar la costa en mans de Sivaji, amb poc èxit, retornant finalment a Surat.
Al final de la guerra amb els afganesos el 1675, Aurangzeb va iniciar operacions conra Sivaji. Sidi Sambal de Janjira, al front de la flota mongola, va atacar la costa fins a Vengurla saquejant i destruint. Sivaji va enviar forces des de Gheria i Rajapur, però els Sidis es van escapar cap a Janjira que Sivaji ja havia començat a assetjar, encara que el setge es va aixecar aviat però després es va reprendre; el peshwa Moropant fou enviat l'agost de 1676 amb deu mil homes per participar en el setge; l'assalt va fracassar quan Sidi Kasim va arribar amb una flota i va forçar als marathes a retirar-se (desembre de 1676).
Poc després Sambal i Kasim es van enfrontar; el segon tenia el suport dels mogols. Sambal no volia anar a Surat amb el governador de la qual estava enemistat i esperava passar les pluges al port de Bombai, però finalment es va reconciliar amb el governador de Surat amb mediació anglesa si bé la seva influència va quedar molt reduïda davant de Sidi Kasim, governador de Janjira. Sambal va marxar a Surat i pel camí va destruir la ciutat maratha de Jaitapur. Mentre un nou atac de Moropant a Janjira fou refusat per Kasim.
El 1677 Sambal sota ordes imperials va haver d'entregar el comandament de la flota a Kasim. Una reconciliació va permetre portar la flota al port de Bombai on Kasim va fer presonera a quatre bramans; el governador maratha de Chaul va acusar als britànics i els va fer responsable de la sort dels quatre presoners. Els sidis finalment els van alliberar. Un nou conflicte entre Sambal i Kasim va acabar en lluita oberta entre els seus respectius homes. Sambal fou fet presoner amb la seva família i portat a Janjira. Finalment el govern britànic va fer de mediador i va aconseguir la seva llibertat i que li fos entregat el comandament d'un vaixell. Sambal no va quedar satisfet i es va passar al servei de Sivaji.
Kasim va dirigir llavors la flota de Janjira i la flota mogol i deixant el port de Bombai va atacar les costes marathes; a finals d'abril de 1678 Kasim va tornar a Bombai. Sivaji va enviar llavors al seu almirall Daulat Khan amb 4000 homes a Panvel, a l'altre costat de Bombai, amb ordes de destruir la flota dels sidis que estava ancorada a Mazganv, però per la violència dels monsons i la manca de prou bots (i la negativa portuguesa a deixar-lo passar pel seu territori) no ho va aconseguir. Després Kasim va saquejar la costa d'Alibag. L'octubre de 1678 Daulat Khan fou enviat altre cop amb un exèrcit i va bombardejar Janjira. Kasim llavors no podia pagar als seus homes perquè no havien arribat els diners des de Surat, i va haver de restar inactiu al port de Bombai fins que els diners van arribar.
Sivaji va aprofitar per augmentar la seva flota a 32 ghurabs amb mastelers i 40 galions. Va desembarcar a Khanderi a 18 km al sud de Bombai (setembre de 1679 sota direcció de May Nayak Bhandari) i va construir un fort allí tot i l'oposició d'anglesos i portuguesos. Khanderi dominava l'entrada al port de Bombai. Els anglesos la consideraven possessió seva i van demanar la retirada que no es va produir; un xoc naval es va lliurar el 19 de setembre de 1679 però els britànics foren derrotats; els anglesos no es donaven per vençuts però els marathes van enviar una flota d'ajut (octubre) i una segona batalla es va lliurar el 18 d'octubre de 1679 i aquesta vegada els marathes foren derrotats; a finals de novembre la flota de Janjira es va unir als anglesos en el bombardeig de la fortalesa. Els anglesos, però, ja estaven disposats a retirar-se sabent que en arribar les pluges al cap de pocs mesos ho haurien de fer i llavors Sivaji retornaria.
Sivaji, enfadat per la derrota, va enviar 4000 homes a Kalyan-Bhivandi amb la idea de desembarcar prop de Bombai, per la part de Thana. El governador portuguès de Vasai els va refusar el pas i els marathes es van dirigir a Panvel, que dominaven, i van intentar embarcar en set vaixells (finals d'octubre). Les ordes que van arribar de la factoria anglesa de Surat foren que s'havia d'evitar la guerra amb Sivaji però s'havia d'impedir la fortificació de Khanderi si era possible per un tractat o ajudant als sidis a fer aquesta feina. A finals de desembre els marathes van posar alguns canons a Thal a la costa i van bombardejar l'establiment anglès prop d'Underi. Els britànics finalment van desistir i van retirar els seus vaixells de Khanderi el gener de 1680.
Al mateix temps els Sidis havien desembarcat a l'illa d'Underi prop de Khanderi amb 300 homes i 10 canons i la van fortificar (9 de gener de 1680) intentat destruir els canons marathes a Thal. El maratha Daulat Khan va anar amb els seus vaixells des del riu Nagothana i va atacar Underi dues nits, sense poder agafar a la guarnició per sorpresa; el 26 de gener de 1680, Daulat Khan va atacar l'illa per tres punts i va desembarcar dos mil homes però finalment al cap de 4 hores es va haver de retirar cap a Chaul havent perdut diversos vaixells o 137 homes (100 més ferits i alguns presoners). El 6 de març de 1680 Daulat Khan va arribar a Rajapur ferit; els sidis nomenes havien tingut 4 morts i 7 ferits i no havien perdut cap vaixell. Però per sostenir la posició els sidis havien de fer incursions per abastir-se a territori maratha. Kasim, tot i les protestes angleses, va entrar al port de Bombai amb tota la flota i en va enviar una part al riu Pen, assolant la regió i fent molts presoners. Es va arribar finalment a un acord pel qual els Sidis no restarien al port a menys que es comprometessin a no atacar territori maratha.
El 4 d'abril de 1680 va morir Sivaji. El va succeir el seu fill Sambhaji. Poc després els sidis iniciaven la retirada cap a Danda Rajpuri però contra la promesa feta van saquejar la costa sud del port i van fer captius que volien vendre a Bombai, i el consell de la factoria va protestar; els sidis van alliberar molts dels presoners i la cosa no va tenir conseqüències. Poc després a Mazganv el 4 de maig, es va produir un enfrontament aïllat entre anglesos i sidis però l'acord es va poder refer. Poc després Sambhaji va intentar destruir vaixells dels Sidis desembarcant 200 homes a Underi però altre cop l'intent fou un fracàs.
Al final del 1680 Kasim va intentar un atac a Vengurla, però després de diverses lluites va retornar al port de Bombai el 1681 i d'allí va passar a Surat deixant guarnició a Underi i Mazgahv. Des de Underi es van atacar alguns vaixells britànics que anaven a buscar provisions a la costa de Kolaba. Un nou atac de Sambhaji a Underi va fracassar i en revenja els vaixells dels Sidis van assolar la costa de Kolaba i va capturar a alguns caps que van pagar rescat (18000 rúpies). A l'octubre els Sidis van atacar a alguns vaixells marathes al port de Bombai (i fins i tot un d'anglès) i després van atacar Chaul (Ceul) però foren rebutjats.
El 1682 Sambhaji va enviar al general Dadaji Raghunath Despande a assetjar Janjira amb la promesa d'esdevenir un dels seus principals vuit ministres si la conqueria. El general va assetjar la fortalesa i el mateix Sambhaji es va unir al setge. Durant 30 dies Janjira fou bombardejada i amb el suport de un personatge de nom Khandoji Farjand, va organitzar un complot per la seva rendició; el complot fou descobert i Khandoji executat i la guarnició va resistir l'atac dirigida per Sidi Khairiyat, mentre la flota de Sidi Kasim va netejar la zona de la flota maratha. Sambhaji va ordenar tallar el canal amb roques però era llarg i fondo i foren necessaris molts dies i abans d'acabar es va presentar la cavalleria mogola i Sambhaji es va haver de retirar per enfrontar-la.
Kasim va romandre amb la seva flota vigilant a Janjira cooperant amb el mogols, que marxaven en tres grups contra Sambhaji: Shahabuddin des de Kalyan al nord; Muazzam des de Belganv per Ramsejghat fins a la portuguesa Goa, pel sud; i Azam Shah fent una campanya de distracció a Baglan. Sidi Kasim tallava els subministraments per mar i Sambhaji va quedar atrapat per tots costats. L'abril Kasim va entrar al port de Bombai on els anglesos el van deixar estar per temor a enemistar-se amb l'emperador; va lluitar contra la flota de Sambhaji i li va capturar diverses naus i va assolar la costa maratha. Kasim a baixar a la costa i va arribar fins a Mahad a la regió de Kolaba i va capturar a l'esposa del general Dadaji, un dels generals de Sambhaji. En revenja els marathes i portuguesos van acordar tallar els subministraments a Bombai. Sambhaji va abandonar Rajpuri i Dadaji Raghunath va intentar omplir el canal entre Janjira i la costa.
Mentre Sidi Kasim era a Bombai, Dadaji va intentar atacar l'illa amb bots però només va aconseguir perdre uns centenars d'homes. L'octubre la flota de Sambhaji va sortir del riu Nagothana per atacar a la flota del Sidi que era a Mazganv. L'atac (amb 30 naus) fou dirigit per Sidi Misri, nebot de Sidi Sambal, però els Sidis ja l'esperaven (amb 15 vaixells) i el van derrotar per la seva millor habilitat en les operacions a la mar, i Sidi Misri va morir a la lluita, perdent a més 4 vaixells. Sambhaji va decidir llavor fortificar Elephanta per impedir que els Sidis es mantinguessin a Mazganv durant la temporada de pluges amb el tàcit suport britànic, però els plans van fallar i finalment va demanar una aliança als britànics contra els Sidis i els mogols. El novembre els Sidis van entrar al riu Pen i van fer 200 presoners. El 1683 la flota dels mogols va retornar a Surat i només un esquadró va restar al port de Bombai.
Sambhaji donava suport al príncep mogol rebel Akbar; va modificar també el sistema de tributació del seu pare, que no agradava tant a la població. El 1683 Sambhaji va atacar Ceul però fou refusat. El 1684 el territori maratha fou assolat per l'exèrcit mogol. Finalment els mogols dirigits per Eikad Khan van ocupar Raigarh el 1689 (amb l'ajut de Sidi Kasim) i quasi tots els dominis de Sambhaji van passar a l'imperi. Els districtes de Anjanvel i Sindhudurg a la regió de Ratnagiri foren cedits en recompensa als Sidis.
El 1689 els anglesos van trencar amb els mogols i van capturar diversos vaixells dels Sidis que portaven provisions a l'exèrcit mogol a Danda-Rajpuri. Sidi Kasim va protestar per carta als anglesos sense tenir resposta i el 14 de febrer va desembarcar de nit a Sevri, a l'est de Bombai amb 20.000 homes i l'endemà va ocupar el fort de Mazganv, abandonat per la guarnició anglesa deixant moltes municions i 14 canons. Una partida va anar a saquejar l'illa mentre s'arranjava la fortalesa. Dues companyies de 70 homes cadascuna foren enviades des de Bombai però foren rebutjades. Bateries apuntant a Bombai foren instal·lades. Els anglesos van enviar dos delegats a la cort imperial que foren rebuts en audiència, demanant que s'ordenés als Sidis sortir de la rodalia de Bombai. L'emperador va acceptar i els Sidis es van retirar finalment el juny de 1690. El 1696 va morir Sidi Khairiyat, governador de Janjira. Sidi Kasim va morir el 1707 i el va succeir Surul Khan comandant de l'illa i fortalesa de Padmadurg o Kansa-Killa a uns 4 km al nord-oest de Janjira.

## Angria
Fou en aquestos temps quan comença a parlar-se de la família Angria fundada per Tukoji Sankhpal nascut a una illa del golf Pèrsic i de religió musulmana (però probablement no negre com diu Grose) que havia naufragat a Ceul el 1643 i es va posar al servei de Sahaji (el pare de Sivaji) el 1654, i el va servir en la guerra dels adilxàhides contra els mogols pel nord de Konkan i va derrotar els portuguesos de Revadanda en una batalla prop de Ceul. Segon Grose, que va escriure pel Servei Civil de Bombai, Tukoji s'hauria casat amb la filla d'un ministre de Sahaji i hauria tingut un fill de nom Purab que al seu torn fou el pare de Kanhoji Angria, cosa que se sap que no és certa, ja que el pare de Kanhoji fou el mateix Tukoji. Aquest darrer va obtenir de Sahaji un comandament a Suvarnadurg.
El seu fill Kanhiji va rebre entrenament dels mariners kolis. El governador o kilfedar de Suvarnadurg, Mohite, pressionat pels Sidis, va proposar rendir la fortalesa però Kanhoji s'hi va oposar i el va denunciar; va agafar el comandament i no sols la va defensar sinó que va atacar als que l'assetjaven; en una sortida va caure en mans dels Sidis però es va poder escapar i tornar a la fortalesa; llavors fou nomenat segon comandant a les ordes de Sidoji Gujar, el sar-subha de la marina maratha i quan aquest va morir el 1698 Kanhoji el va succeir i va iniciar una sèrie d'accions que el van portar des de les fortaleses que dominava, a atacar vaixells dels Sidis, i dels europeus incloent els britànics, i a saquejar poblacions entre Travancore i Bombai. Va escollir Kolaba com a seu i segones fortaleses foren Suvarnadurg i Vijayadurg a Ratnagiri. La seva hostilitat als mogols no era per causes religioses (donats els seus antecedents musulmans) sinó que eren degudes al fet que els Sidis representaven als mogols. Volia recuperar el territori perdut pels marathes davant els Sidis perduts després de l'execució de Sambhaji, però havia de comptar amb els interessos contraposats de portuguesos i altres occidentals, anglesos i holandesos, les factories dels quals estaven en territori mogol.
El 1699 els Sidis van derrotar els marathes i van assolar Rajpuri i Raigarh i van rebre aquesta darrera fortalesa de l'emperador Aurangzeb, però poc després Kanhoji va obtenir algunes victòries i els Sidis es van aliar a portuguesos i mogols; la lliga fou derrotada per Kanhoji, que va conquerir Sagargad, i terres a l'entorn i va aconseguir la cessió de tres quarts dels ingressos de Kolaba, Khanderi i Sagargad (l'altre terç seria pels mogols) i el 100% dels ingressos de Rajkot, la ciutadella de Ceul; els ingressos de la ciutat de Ceul serien partits al 50% entre mogols i Kanhoji; els ingressos de Parhur, prop d'Alibag, serien pel Sidi.
El 14 de gener de 1700 la factoria de Bombai informava de lluites entre Sidis i marathes d'Angria, que diu que eren molt poderosos amb 8000 cavallers i 12000 infants, a un lloc anomenat Marr, proper a Danda-Rajpuri; molts pobles foren incendiats i les dues parts van tenir moltes baixes. La guerra va seguir amb algunes pauses. El 2 d'abril de 1701 la factoria informava que encara no hi havia pau. Mentre els seus recursos augmentaven, Kanhoji Angria va començar a atacar vaixells estrangers, generalment mercants que s'aventuraven per rutes poc segures. El 1702 fou capturat un vaixell mercant que venia de Calicut amb sis anglesos a bord; quan es va demanar el seu alliberament Kanhoji va contestar que feria recordar el seu nom als anglesos. El 1703 el virrei de Goa li va dirigir una carta amistosa. El 1705 els britànics el consideraven un rebel desafiant. El 1707 una fragata anglesa fou destruïda en un xoc contra vaixells d'Angria; el 1710 un vaixell holandès es va escapar per poc de córrer la mateixa sort i el mateix any Kanhoji va fortificar Khanderi que va esdevenir una base dels seus vaixells
Entre 1707 i 1710, durant la lluita de Shahu per recuperar la seva herència, la vídua de Rajaram (fill petit de Sivaji), de nom Tarabai, va confirmar a Kanhoji Angria en el govern de la costa, ampliant de Bombai a Savantvadi i alguns territoris més. El 1713 Shahu va enviar una força sota el peshwa Bahiropant Pihgle per protegir l'interior de Konkan i va veure el poder d'Angria. Al sentir que el peshwa s'acostava, i sospitant males intencions, Angria li va sortir a l'encontre, el va derrotar i el va fer presoner; es va disposar a marxar a Satara; totes les tropes possibles foren mobilitzades contra ell i posades sota comandament de Balaji Visvanath però Kanhoji el va convèncer de les bondats de la confederació i que una aliança amb Shahu era beneficiosa; el peshwa quedava lliure, es desfeia de l'aliança amb Sambhaji de Kolhapur, donava suport a Shahu, i restaurava a Kanhoji en totes les seves conquestes excepte Rajmaci i li cedia 10 fortaleses i 16 posicions fortificades que controlaven tot el Konkan sent confirmat com almirall maratha amb títols de Vazaratmab i Sarkheb. El 10 forts eren Khanderi, Kolaba, Avchitgad, Suvarnadurg, Vijayadurg, Jaygad, Yashvantgad, Devdurg, Kanakdurg, i Fatehgad. Algunes de les fortaleses estaven en mans dels Sidis, almiralls mogols, com per exemple Srivardhan, i calia conquerir-les, el que va portar a la guerra entre Kanhoji i els Sidi. Com que Kanhoji va rebre suport del peshwa, Sidi Surul Khan es va haver de sotmetre i un tractat el 1714 va regular la situació. Kanhoji va escollir com a residència a Gheria (Vijayadurg) i va dominar tota la costa de Konkan.
Després de 1714 les relacions de Kanhoji Angria i Shahu foren de gran cordialitat. Una entrevista molt amistosa es va fer a Jejuri el març del 1718. Un acord amb els britànics va establir que no serien atacats els vaixells procedents o que anessin a Bombai però això només fou un treva temporal i el 17 de juny de 1718 va esclatar la guerra; una expedició britànica contra Gheria va acabar en fracàs, doncs els soldats anglesos estaven mal pagats i mal equipats i eren poc disciplinats; una segona expedició esperava comptar amb l'ajut del renegat portuguès Manuel de Castro, subornat per abandonar el servei d'Angria, però la covardia dels soldats va portar a un nou fracàs; un nou atac al cap de dos dies fou igualment rebutjat i la força va retornar a Bombai (24 de novembre de 1718). Un nou intent contra el fort de Vijayadurg el 1720 va tornar a fracassar i Kanhoji va capturar un vaixell enemic. Kanhoji va arribar a oferir la pau als britànics sobre la base de la renúncia d'aquests a dominar la costa de Konkan; fins i tot alguns consellers van recomanar atacar Bombai.
Els anglesos van buscar l'aliança amb els portuguesos; aquestos desconfiaven dels anglesos però s'hi van avenir. Kanhoji va demanar ajut a Shahu. El 29 de novembre de 1721 l'expedició va sortir de Bombai i es va reunir als portuguesos a Cheul formant en total 6000 homes. L'avanç per terra cap a Kolaba fou lent però van arribar davant Kolaba el 12 de desembre quan ja els marathes havien reforçat la cavalleria. Mathews, el comandant anglès, fou ferit en un combat menor amb la cavalleria maratha quan vigilava el camp. Baji Rao, que dirigia als marathes, va posar en fuita als portuguesos i encara que els anglesos sota el coronel Braithwaite van intentar atacar, es van veure forçats a retirar-se; els canons i municions van caure en mans dels marathes; portuguesos i anglesos es van enfrontar llavors. Per sort Baji Rao va oferir un tractat honorable que els portuguesos van acceptar el 9 de gener de 1722 i l'antiga aliança amb els anglesos es va trencar. La lluita entre britànics i Kanhoji va seguir un temps. El 1724 Kanhoji va proposar la pau al nou governador de Bombai Phipps, però les negociacions no va arribar a res. El mateix 1724 els holandesos amb set vaixells van atacar Vijayadurg però foren rebutjats. El 1727, Kanhoji va decidir atacar els vaixells anglesos i va començar a capturar vaixells de la Companyia Britànica de les Índies Orientals. El 1728 Kanhoji semblava inclinat a la pau però el 1729 va capturar una galera anglesa i va fer presoner al seu capità Mc Neale que va intentar escapar sense èxit. El 4 de juliol de 1729 va morir Kanhoji (la data és discutida).
Va deixar sis fills, dos de legítims, Sekhoji i Sambhaji, i quatre il·legítims: Tulaji, Manaji, Dhondji, i Yesaji. Els dos primers van dividir les possessions paternes: Sekhoji es va establir a Kolaba i Sambhaji a Suvarnadurg. Aquesta divisió va reduir el poder de la família. El 1731, mentre Sekhoji ajudava al germà del peshwa Shimaji Appa en l'atac a Janjira, Ghazi Khan, un noble mogol, s'establí a l'Alt Cheul i va saquejar les terres de Kolaba. Deixant l'atac a Janjira, el peshwa i Sekhoji van marxar junts contra Ghazi Khan, el van derrotar i el van fer presoner destruint Rajkot la ciutadella dels musulmans de Cheul. Quan l'expedició contra Janjira es va reprendre va acabar en fracàs i Sidi Surul Khan no sols va defendre les seves possessions sinó que va passar a l'ofensiva i va fer molt de mal als territoris de Shahu. Però el Sidi, conscient de la necessitat de pau, va adoptar una política de compromís i encara que va adquirir el fort de Raigarh, va cedir al peshwa la meitat de Rajpuri, incloent les petites divisions de Tala, Ghosale, Nizampur, Ghodegahv, Birvadi, i la meitat de Govale.
Els marathes no obstant estaven disposats a imposar una posició subordinada als Sidis i el 1732 van fer un tractat secret amb Yakub Khan àlies Shaikji, un koli convers a l'islam que era un dels millors oficials del Sidi i era patel de Guhagar; a canvi de desertar de la causa del seu senyor, rebria el comandament de la flota maratha en els territoris del Sidi i 2% dels ingressos al Baix Konkan de Pen a Kolhapur; el seu germà seria nomenat lloctinent amb comandament a Raigarh; amb aquesta ajuda una tropa fou enviada a Janjira el 1733 però els plans van fallar i en la guerra que va seguir, encara que la flota del Sidi va ser capturada a Rajpuri pels esforços combinats del peshwa i Angria, no va tenir prou efecte i els marathes es van acabar retirant. No obstant el poder del Sidi declinava i la seva flota ja no era rival per la flota maratha.
Al mateix temps els mogols havien perdut el poder a Surat on Tegbakt Khan s'havia erigit en governant independent i havia obtingut alguns èxits mercès a les municions i subministraments dels anglesos. Aquestos volien obtenir de Tegbakt Khan la posició i ingressos dels almiralls mogols de Surat i es volien valer de Janjira que era el seu aliat i que com enemic dels marathes convenia no molestar. Els anglesos, que tenien una important factoria a Surat, es van acontentar a garantir el pas dels comerciants a Surat, amb fer una expedició contra els pirates kolis de Sultanpur a Kathiawar, i a fer diversos esforços per induir al governant de Surat a transferir la seva lleialtat (i la seva flota) de Janjira als britànics. Tegbakt Khan inicialment desitjava complaure als anglesos però quan el seu poder va quedar fermament establert la seva idea va canviar. Els marathes gaudien ara de la major part dels ingressos als territoris a l'entorn de Surat i Tegbakt Khan es va trobar mancat de diners; segons el costum els almiralls de les flotes rebien una gran part dels subsidis per ús personal, però si es posava al servei dels anglesos els hauria d'entregar tot i finalment va rebutjar l'aliança anglesa; els actes d'opressió que van seguir va portar als anglesos fora de Surat, quedant dalt els seus vaixells a la desembocadura del Tapi. Una flota de Janjira fou enviada a actuar contra ells però la van rebutjar i van bloquejar el riu; aquest bloqueig va causar un desastre a Surat i Tegbakt Khan va quedar forçat a acceptar les queixes angleses, i els anglesos van abandonar l'aspiració a l'almirallat de Surat; el 6 de desembre de 1733 Janjira i la Companyia Anglesa de les Índies Orientals van signar un tractat d'aliança ofensiu i defensiu.
Això fou aprofitat per Tegbakt Khan per apoderar-se de tots els subsidis de la flota; el Sidi va tractar de recuperar la seva part però al no poder-los obtenir per mitjans pacífics va reunir una flota i es va apoderar de diversos vaixells a la boca del Tapi; els anglesos foren reclamats com a mediadors i l'agost de 1735 Tegbakt Khan es va comprometre a pagar al Sidi 240.000 rupies per retards al subsidis i 150,000 per l'any en curs; però no va aconseguir complir amb el pactat, i l'agent del Sidi a Surat va tallar altre cop el comerç i va apujar les seves peticions a 900.000 rupies. Per segona vegada Tegbakt va reclamar l'assistència dels anglesos que aquesta vegada van refusar intervenir. Finalment el senyor de Surat va aconseguir un tractat el febrer de 1736, recuperant els vaixells confiscats pel Sidi i havent de cedir un terç dels drets de duana per terra i mar, una part del cotó i altres fons con els ingressos de la divisió de Bulsar, pagaments deguts per Bhavnagar a Kathiawar i un terç del gra que passava per les duanes.
El 1734 a la mort de Sidi Surul Khan, el va succeir el seu fill gran Sidi Abdullah, que va ser assassinat pel seu germà petit Sidi Saat (o segons una altra versió per Sidi Sambal, un esclau de Sidi Surul. Sambal va governar dos anys i fou assassinat el 1736 per tres esclaus, Sidi Sallam, Sidi Faraz i Sidi Sayyid, que van posar al tron a Sidi Rahman) que va usurpar el tron en perjudici de Sidi Rahman, el germà gran que estava absent de Janjira. Yakub Khan, el general de Janjira, que tenia un tractat secret amb els marathes, va abraçar la causa de Rahman i va demanar suport a Shahu.
Chatrapati Shahu i el peshwa Baji Rao I no van desaprofitar l'oportunitat. Hi havia alguns comptes pendents: el guru de Shahu, Brahmendrasvami, que havia establert una capella a Chiplun estava enemistat amb els Sidis que dominaven Govalkot, just enfront de Chiplun i havien destruït la capella el 1727 (el guru pressionava a Shahu per exercir venjança); des de 1689 Aurangzeb havia conquerit Raigarh, l'antiga capital de Sivaji i l'havia cedits als Sidis i els marathes la volien recuperar per una qüestió de prestigi; i el peshwa era natural de Srivardhan, territori que pertanyia al Sidi i que es considerava mal administrat per aquest i reclamava l'ajut del peshwa. A més el Sidi representava als mogols a l'oest com el Nizam els representava a l'est i seguien una política concertada contra els marathes. La campanya fou dirigida per Shahu i va començar bé. Sekhoji Angria va atacar Underi. el naik Bakaji, un oficial dels Angria, va atacar Bankot i Mandangad; Pratinidhi va atacar Anjanvel, i Baji Rao i Fateh Singh directament Janjira. Fins i tot Mathurabai i Laksmibai, les dues vídues de Kanhoji Angria van prendre part a la guerra. En poc temps Birvadi, Tala, Ghosale foren ocupades; Pratinidhi va entrar a Raigarh; l'atac a Janjira fou tant violent que el govern local va deixar la ciutat a Sidi Rahman el protegit del peshwa i va fugir cap al sud. Sidi Rahman va cedir la meitat dels seus dominis als marathes (els mahals de Mamie i Tala, les parganes de Ghosale i Birvadi, les tappes de Godegaon i Nizampur i la meitat de la tappa de Govale amb 24 pobles i mig). Janjira va conservar les parganes de Nandgaon, Shrivardhan, Diva i Mahasla, la tappa de Mandla, i 24 pobles i mig de Govale (a més el Sidi va renunciar als ingressos de Nagothana, Ashtami o Roha, Pali, Asriadharne, i Antora). Sembla que aquest tractat es va signar vers 1736.
Sekhoji va morir el 28 d'agost de 1733 i els seus germans Sambhajl i Manaji van començar una lluita successòria i això va afectar la guerra contra el govern usurpadors de Janjira del 1736, però no prou. La campanya dirigida per Shimaji Appa, germà del peshwa, va acabar amb la mort de Sidi Saat o Sumbul prop de Revas el 1736. La lluita hauria durat del febrer de 1733 al maig de 1736 però els Sidis van romandre a Janjira i Govalkot i al cap de tres anys vers el 1739, Sidi Rahman fou enderrocat i el seu germà Sidi Hasan va pujar al poder.
La successió dels Angria va passar a Sambhaji que va romandre a la seva capital Suvarnadurg associat amb el seu germanastre Tulaji, i va nomenar als seus germanastres Yesaji i Manaji com a governadors civil i militar de Kolaba. Poc després Manaji es va barallar amb Sambhaji i Yesaji, i al no poder resistir el poder d'aquestos, es va refugiar amb els portuguesos al Baix Cheul o Revdanda. Allí va reunir un grup petit de partidaris i en un cop de mà es va apoderar del fort de Kolaba.
Manaji tenia així el poder a aquesta ciutat i amb el suport del peshwa va derrotar a Yesaji i el va fer presoner. Fou empresonat a Poynad i després a Alibag (a la costa prop de Kolaba) però es va escapar i es va refugiar amb el peshwa que va decidir que no tenia dret a Kolaba i després de fer-li prometre que no alteraria més la pau li va donar una pensió i el va enviar a Revdanda.
Manaji va resistir amb èxit a Sambhaji, i es va aliar a Shahu i va tractar de conquerir el fort d'Anjanvel que pertanyia al Sidi. El govern de Bombai va enviar unes galeres en ajut del Sidi però com que tenien ordes de no participar en la lluita foren de poca ajuda. El peshwa va prendre possessió de Raigarh i Mahad, i Manaji es va apoderar d'alguns vaixells i es va establir a Revas al riu Pen. El govern de Bombai no podia permetre l'establiment maratha al port de Bombai i va enviar quatre creuers però per discòrdies entre els comandants britànics la flota d'Angria es va poder escapolir. Llavors els britànics i Janjira van fer una aliança estreta contra Angria, per la qual les preses fetes a la mar serien pels anglesos i les de terra pels Sidis; Khanderi si era conquerida passaria als anglesos i la fortalesa de Kolaba seria demolida i els ingressos de la comarca repartits entre el Sidi i els britànics.
El 1736, Sambhaji de Vijayadurg va capturar el vaixell anglès Derby, el vaixell de guerra Restoration, i altres vaixells més petits. Poc després Sambhaji es va presentar a Alibag i va tractar d'expulsar a Manaji de Kolaba. El govern de Bombai va intentar aprofitar per debilitar als Angria i va ajudar a Manaji amb diners i subministraments. Manaji va obtenir també l'ajut del peshwa a canvi dels forts de Kotaligad i Rajmaci prop de Khandala, Thai, Tirgad i Uran i d'un tribut de set mil rúpies. A més els anglesos van enviar alguns vaixells que van dispersar a la flota de Sambhaji i el van obligar a retirar-se cap a la boca del Rajpuri, però no va ser gaire afectat i va poder seguir amb els seus atacs a vaixells anglesos; finalment va oferir la pau a canvi de lliure pas pels seus vaixells en aigües angleses, i un tribut de dos milions de rupies a l'any, proposta rebutjada
Manaji d'altra banda, tot i l'ajut anglès, també atacava vaixells britànics i es va apoderar d'Elephanta i Karanja. A canvi de la restitució es va signar un tractat de pau. El 1739, mentre els portuguesos eren assetjats a Vasai per les forces del peshwa maratha manades per Shimaji Appa, Manaji va bloquejar per mar impedint l'arribada d'ajut. Al mateix temps un atac holandès a Vijayadurg era rebutjat per Sambhaji.
El 1740 la flota portuguesa fou destruïda per Manaji Angria i el 14 d'octubre es va signar un tractat entre el peshwa i el virrei de Goa pel que els portuguesos cedien Chaul provisionalment als anglesos que actuaven de mediadors, que complides altres condicions menors, la van entregar el novembre als marathes. El 1740 o 1741 Sambhaji Angria, amb el suport del seu germanastre Tulaji, va atacar a Manaji i es va apoderar de Chaul (gener de 1741?). S'hauria apoderat també d'Alibag, Thai i Sagargad, assetjant Kolaba, tallant l'aprovisionament d'aigua. Manaji va demanar ajut al peshwa i als britànics i en la lluita Tulaji fou fet presoner. La flota anglesa va expulsar a la de Sambhaji cap a la costa de Ratnagiri i finalment cap a Suvarnadurg. Com que Manaji va veure que els oficials del peshwa aspiraven a dominar Kolaba va fer una treva amb Sambhaji, i els plans dels oficials del peshwa foren aturats per les notícies de la mort de Baji Rao. Sambhaji, lliure de perill d'atacs pel nord va estendre el seu poder sobre Dabhol (comarca de Ratnagiri) i gran part de Savantvadi (1740). Va morir el 12 de gener de 1742 i fou succeït pel seu germanastre Tulaji. En aquest temps la seva flota era de 8 vaixells de 400 tones.
La rivalitat entre els Angria i el peshwa va causar cert acostament entre el Sidi i el Peshwa. El 1744 per prevenir que Angria prengués possessió del fort Madgad a uns 20 km al sud de Janjira, el Sidi el va cedir al peshwa. A la mort de Sidi Hasan el 1745 el tron fou usurpat per Sayyad Allana, però el 1746 fou recuperat per l'hereu legítim Sidi Ibrahim Khan.
En la seva política contra els Angria, el comandant peshwa del fort de Mahuli va atacar territori de Manaji el 1747 però fou rebutjat prop de pas de Thal. Poc després el Sidi de Janjira van enviar una força poderosa contra Kolaba, però mentre Ramaji Mahadeo va aconseguir la reconciliació entre Manaji i el peshwa; com que Manaji va tenir ara l'ajut del peshwa, les forces del Sidi foren completament derrotades entre Thal i Nagariv, a pocs quilòmetres al nord 'Alibag.
El nou sobirà a Vijayanadurg, Tulaji Angria, va demostrar ser tant perillós pels vaixells britànics com Sambhaji. El 1749 va atacar a la flota del comodor James però després de dura lluita va haver de retornar a Gheria. L'any següent, tot i la seva derrota anterior, es va sentir prou fot per atacar al comodor Lisle que manava una flota de diversos vaixells entre els quals el Vigilant de 64 canons i el Ruby de 50. El febrer de 1754, va atacar tres vaixells holandesos de 50, 36 i 18 canons destruint els dos grans i capturant l'altra. L'activitat de Tulaji costava a la Companyia Britànica mig milió de rupies l'any que es gastaven en protegir els vaixells mercants. Tulaji va construir diversos vaixells entre els quals dos de grans i va aspirar al domini de la mar.
En aquest període l'atenció dels anglesos es va desviar cap a Surat on Tegbakt Khan havia mort el 1746, i els anglesos van donar suport com a successor a Miya Akhan que el 1748 es va assegurar el comandament de la ciutat i de la fortalesa. Però el 1751 els seus rivals Safdar Khan i el seu fill Vakhan Khan, que tenien el suport del Sidi i dels holandesos als que s'havia promès la meitat dels ingressos de la ciutat van aconseguir el suport de Damaji Rao Gaikwar. Miya Akhan fou enderrocat i se li va donar el comandament del castell de Surat. Alguns vaixells del Sidi van arribar a Surat i van restar al riu Tapi sota el comandament de Sidi Masud, un home hàbil que va veure l'oportunitat d'apoderar-se del castell, i la va aprofitar. Miya Akhan es va retirar a Bombai. Amb la derrota dels seus a Surat els anglesos i el peshwa es van enemistar amb el Gaikwar i van planejar eliminar a Safdar Khan i Sidi Masud i agafar a mitges el comandament de la ciutat; els anglesos van equipar una flota i van atacar Surat des del riu mentre el peshwa va enviar un exèrcit per terra; però aviat el Gaikwar es va reconciliar amb el peshwa al que va prometre la meitat de la seva part en els ingressos de Surat. El peshwa va cridar a les seves forces i els anglesos es van haver de retirar a Bombai, i Surat va quedar fora de la influència anglesa. Propietats i personal anglès de la factoria a Surat foren confiscats o empresonats i sota pressió dels holandesos el cap de la factoria britànica va haver de signar un tractat (novembre de 1751) amb Safdar Khan i amb Sidi Masud (el cap militar de Janjira) pel que acceptava expulsar de Surat als soldats de la Companyia, europeus o indis. Aquest tractat fou rebutjat pel govern de Bombai i el 1752 en va presentar un de nou en el qual la propietat confiscada era restaurada i els anglesos pagaven 200.000 rúpies per les despeses en les lluites i les pèrdues causades a les duanes. En els següents quatre anys (1752-1756) Sidi Masud, mentre seguia en amistosos termes amb Safdar Khan, i amb els holandesos, va anar agafant el poder a Surat. Va morir el 1756 i el va succeir el seu fill Ahmad Khan que era molt jove i ja no va gaudir del poder que tenia el seu pare. les lluites faccionals van retornar a la ciutat. El Sidi i els holandesos afavorien a Ali Nawaz Khan el rival del seu antic aliat Safdar Khan. I aquest va optar per Faris Khan al que va designar el seu hereu i va demanar ajut als anglesos als que va oferir l'almirallat de Surat si expulsaven al Sidi de la ciutadella, però l'oferta no fou acceptada i el gener de 1758 Safdar Khan va morir i tot i la reclamació de Faris Khan fou succeït per Ali Nawaz Khan, aliat del Sidi i els holandesos. Els seguidors de Faris Khan van proposar als anglesos el nomenament del cap de la seva facció com a governador amb la ciutadella i la flota manada pels anglesos i a canvi oferien cinc pagaments anuals de 200.000 rúpies. Els anglesos hi van estar d'acord i amb una excusa (l'insult d'alguns anglesos per part de gent del Sidi) es va iniciar una expedició (1758) però el tractat mai es va executar en amenaçar el peshwa d'atacar Vasai i Bombai.
El peshwa havia tractat de dividir el poder dels Angria: els sobirans de Vijayadurg (des de Sambhaji) portaven el títol de Sarkhel, i els de Kolaba (des de Manaji) el de Vazaratmab, títols concedits pel peshwa. El 29 de març de 1755 d'acord Ramaji Mahadeo Bivalkar, subadar maratha de Konkan, i Richard Bourchier, governador de Bombai, una expedició fou enviada a Gheria, la ciutat al costat de Vijayadurg. La fortalesa de Suvarnadurg fou atacada i ocupada el 1755. La conquesta de Gheria i el fort de Vijayadurg era més complicada. A finals d'any (22 de desembre de 1755) el comodor James fou enviat a inspeccionar la fortalesa i va detectar molts punts vulnerables. El govern de Bombai va enviar un esquadró sota l'almirall Watson i forces de terra sota el tinent coronel Robert Clive (després Lord Clive). El 7 d'abril va començar l'atac. La fortalesa fou conquerida el 12 d'abril de 1756. Es van fer 500 presoners i 8 anglesos i 3 holandesos foren rescatats; el botí va pujar a un milió dues-centes cinquanta mil rúpies; es van trobar 250 canons i 6 morters i municions i provisions diverses.
Tulaji Angria va quedar presoner fins a la seva mort. Possiblement fou confinat primer a Rajmaci, després a Ahmadnagar, Chakan, Dawlatabad, Poona i finalment a Vandan prop de Satara, on va morir el 1786. La seva tomba i la de les sis esposes (una de les quals va fer el sati) són a Vijayadurg. Segons l'acord establert el 1755 Bankot, 8 pobles de la rodalia i Dasgahv van passar als britànics. El govern de Bombai volia conservar Gheria i va oferir bescanviar-la per Bankot però el peshwa no ho va acceptar i finalment els britànics van acceptar entregar Gheria als delegats del peshwa l'octubre de 1756. Va esdevenir la seu del districte maratha i el govern fou concedit a l'almirall Anandarav Dhulap, els descendents dels quals encara viuen a Vijayadurg. Anandarav va defensar els interessos marathes de manera eficient.
El 1757 Manaji de Kolaba estava amb el peshwa en la lluita contra el nizam d'Hyderabad quan els seus dominis foren envaïts pels Sidis de Janjira que els van saquejar. Manaji va retornar (1758) i va expulsar els invasors però va fracassar en un atac a Danda-Rajpuri. Manaji va morir el 23 de setembre de 1758 (el 1759 segons altres fonts). Segons les cròniques, amb l'ajut del seu germà Dhondji, va augmentar els ingressos de l'estat i en va millorar la condició. El va succeir Raghuji Angria, el fill gran dels seus almenys deu fills il·legítims (Raghuji, Mahimaji, Chimaji, Dhondji, Krishnaji, Tulaji Hiroji, Tukoji, Sambhaji i Ramaji; altres fonts diuen que 14 fills: 10 legítims i 4 il·legítims.
El 1758 Miya Akhan que vivia a Bombai des de 1751, va retornar a Surat i el desembre, amb l'ajut dels que li eren favorables i el de Sidi Ahmad, va expulsar a Ali Nawaz Khan del govern i va ocupar el seu lloc. Però els Sidis van tenir la màxima influència i decidien sobre tots els afers importants. Miya Akhan se'n va cansar; davant del perill maratha els comerciants van demanar als anglesos fer-se càrrec del comandament de la ciutadella i de la flota; amb aquest suport i reforçats per la presència d'un esquadró militar i la gran habilitat del delegat britànic a Surat, Spencer, el govern de Bombai, van decidir eliminar els oficials de Sidi Ahmad del govern de la ciutadella i de la flota. Per evitar la interferència maratha el govern de Bombai va aconseguir el suport del peshwa a l'acció: els oficials del Sidi serien expulsats i el comandament de ciutadella i flota passaria a oficials britànics i els subsidis de la flota o tanka es dividirien en tres parts, un pel peshwa, un pels britànics i un pel nawab de Surat; els marathes s'abstindrien de participar en cap lluita a Surat.
El 15 de febrer de 1759 un cos de forces de terra amb 800 europeus i 1500 natius, i un destacament d'artilleria, es van presentar a la desembocadura del Tapi dirigits a terra pel capità Maitland i a la mar pel capità Watson. Les tropes van desembarcar prop de Domas i van expulsar a les forces favorables als Sidis cap a la muralla oest de la ciutat. Les muralles foren bombardejades amb pocs resultats fins que un atac per terra i des del riu al límit nord de la muralla va aconseguir obrir bretxa. Els Sidis es van retirar a la muralla interior però després de 20 hores de bombardeig va imposar la rendició amb la connivència del comandant militar de la factoria holandesa i d'un dels oficials del Sidi. Segons aquest acord Miya Akhan restaria governador però Faris Khan seria el seu lloctinent. El castell o ciutadella i la flota passaven als britànics. Miya Akhan va acceptar els termes i el 4 de març de 1759 es va signar l'acord. Miya Akhan va obrer la porta de la ciutadella i els partidaris del Sidi que volien resistir van haver de rendir-se i van poder sortir amb armes i bagatges.
Però els oficials marathes no estaven d'acord amb aquest control britànic i van decidir bloquejar la ciutat per terra. El govern de Bombai va protestar al ministre Nana Farnavis a Poona i va obtenir satisfacció; es van despatxar ordes de posar fi al bloqueig. Les noves autoritats de Surat van poder atreure el favor popular amb repartiments d'objectes i peces de roba (kinkhab) als oficials principals incloent els marathes. Mentre els britànics van enviar una delegació a Delhi demanant a l'emperador un sanad per legalitzar la situació. A Delhi el poder efectiu el tenia Ghazi al-Din que era aliat dels marathes però que gaudia amb la seva importància i va donar el sanad personalment abans que el peshwa pogués impedir-ho. El darbar de Poona va protestar a l'ambaixador anglès Price, ja que Ghazi al-Din no podia emetre sanads sense permís de l'emperador, però els britànics van al·legar que el sanad de nomenament de comandants de la fortalesa de Surat i de la flota mogol de Surat era tant valid com els drets en contra al·legats pels marathes que tampoc tenien el suport imperial.
El 1759 els Sidis van atacar Kolaba i van destruir molts temples i assolar molts pobles, però Raghuji amb l'ajut del peshwa va aconseguir expulsar-los. Va atacar la fortalesa del Sidi a l'illa d'Underi prop de Khanderi i la va conquerir després d'una dura lluita (28 de gener de 1759) i la va cedir al peshwa a canvi del seu ajut sent rebatejada Jayadurg. El fort de Kansa o Padmadurg prop de Murud fou capturat també el 21 de febrer de 1759. Janjira hagués seguit la mateixa sort si Sadasivrav Bhau no hagués estat cridat al nord. Raghuji va tenir més cura que altres membres de la família Angria en els seus atacs contra vaixells comercials i va ser un bon governant millorant el seu estat fent concessions d'explotació de sal a Cheul, Aksi, Thal, i altres viles de la costa. Forbes, que va visitar Alibag, al costat de Kolaba, el 1771, va trobar a Raghuji vivint a l'illa i fortalesa de Kolaba encara que el seu palau, el tresor, estables i jardins estaven a Alibag; llavors pagava al peshwa un tribut de 200.000 rúpies ui gaudia de les seves terres en tinença militar amb aportació de tropes; el territori era pròsper i la vall del Cheul entre Kolaba i Roha tenia molta població i estava especialment ben cultivat.
El 1780 el governador maratha Anandarav de Vijayadurg va atacar i capturar un vaixell angles que portava la cort de Directors, i va empresonar a un oficial a Rasalgad prop de Mahabaleshwar. L'abril de 1782, va capturar al vaixell Ranger de la marina de Bombai.
Raghuji va morir el 1793, deixant de la seva esposa Anandi Bai, de la família Bhonsle, dos fills legítims: Manaji i Kanhoji, els dos menors d'edat; també va deixar un fill il·legítim ja més gran, de nom Jay Singh. Aquest va assolir la regència (títol karbhari) amb el permís del darbar de Poona i va designar com a sobirà al nen Manaji. Anandi Bai, la mare de Manaji, considerà dolenta la influència de Jay Singh sobre el seu fill i va preparar un complot; Jay Singh en va tenir notícies i va detenir i executar a dos consellers de la reina vídua i a quatre més els va empresonar, i va desterrar del territori a tots els membres de la família Bhonsle. El peshwa va enviar a Madhav Rao Hari Phadke i Jivaji Ballal per restaurar l'orde i establir un acord entre les dues parts. A Kolaba però Manaji va confirmar el primitiu acord aprovat pel peshwa i va ordenar a les dones de la família no interferir en afers polítics.
Així Anandi Bai va veure que el peshwa no l'ajudaria i va aixecar tropes favorables assetjant Kolaba que va ocupar. Jay Singh fou empresonat i el seu conseller executat. Després de quatre mesos Jay Singh va poder fugir i va reunir alguns seguidors amb els quals va assetjar Hirakot a Alibag. Anandi Bai va dirigir un exèrcit contra els assetjants i en una sagnant batalla va derrotar a Jay Singh que va fugir cap a Poona. En absència de Jay Singh la seva esposa Sakvarbai va reagrupar als partidaris del seu marit i va conquerir Nagothana. Al saber l'èxit de la seva dona, Jay Singh va retornar, va obtenir diverses victòries i finalment el 1796 va derrotar els seus rivals prop de Cheul. Manaji, que donava suport a la seva mare, va fugir amb alguns seguidors cap a Mahad i Anandi Bai va morir del disgust. Jay Singh es va dirigir contra Alibag, i va conquerir els forts de Hirakot, Sagargad i Khanderi. Al saber que el peshwa havia promès ajut a Manaji, Jay Singh va demanar ajut a Babu Rao, comandant de les forces de Sindhia del que era parent (era fill de Yesaji i net de Kanhoji Angria). Babu Rao va acordar el seu suport però va posar la condició que si volia Kolaba per a ell mateix hauria de comptar amb l'aprovació del peshwa. Llavors Babu Rao va marxar cap a Alibag amb el suport de Daulat Rao Sindhia i el seu general Haripant, va conquerir la fortalesa de Hirakot. Llavors es va apoderar per traïció de Manaji, del germà d'aquest Kanhoji, i de Jay Singh. Sakvarbai, l'esposa de Jay Singh va agafar novament la direcció de les forces del seu marit i va ocupar el fort de Khanderi. El 1799 Manaji i el seu germà Kanhoji van poder fugir a Poona, i van retornar amb alguns seguidors, però foren derrotats a Cheul i Nagothana, i van caure altre cop presoners.
Babu Rao (Babu Rao Angria) era ara l'amo indiscutit i va rebre la investidura de Kolaba del peshwa Baji Rao II. Babu va intentar ocupar Khanderi a Sakvarbai però fou rebutjat; llavors Babu Rao va idear un pla; va fer arribar un fals missatge a Sakvarbai en el que se li comunicava que el seu marit Jay Singh havia fugit i l'esperava a Alibag. Sakvarbai s'ho va creure i va sortir de Khanderi i en la seva absència Babu Rao se'n va apoderar i va aconseguir d'altra banda atrapar a Sakvarbai a la que va fer presonera i va tancar amb el seu marit i un fill. Jay Singh fou executat poc després. El fill gran de Jay Singh, Murarji, va poder fugir a Bombai.
El 1800 els britànics de Bombai van enviar al tinent Hayes contra els pirates de Vijayadurg, i encara que els va infringir greus pèrdues al final no va aconseguir res definitiu.
Murarji Angri que s'havia refugiat a Bombai, va reunir una força de dos mil homes el 1807, i la va posar sota la direcció del seu lloctinent Bacaji Seth, un ferrer de Revdanda. Bacaji es va apoderar de la fortalesa de Hirakot a Alibag i de Sagargad. Però Babu Rao va rebre suport dels britànics per mar i del peshwa per terra, va subornar als oficials de Bacaji, els va capturar junt amb altres (i alguns foren penjats a les roques de Sagargad) i va recuperar les fortaleses.
Babu Rao va morir el 1813 i durant un any l'estat fou administrat per la seva vídua Kals Bai. El disturbis havien causat molts danys a Kolaba i els ingressos havien caigut a 300.000 rúpies. El 1814 Manaji es va proclamar sobirà i fou reconegut pel peshwa que a canvi va rebre l'illa i fortalesa de Khanderi i 20 pobles amb uns ingressos de deu mil rúpies. Manaji va morir el 1817 i el va succeir el seu fill Raghuji de 14 anys.
Baji Rao II havia decidit trencar amb els britànics (1817) i va enviar a la seva dona a la fortalesa de Raigarh, i poc després, el 1818, poc abans de l'inici de la guerra entre el peshwa i els britànics, les cessions de Khanderi i els 20 pobles foren retornades als Angria a canvi del seu ajut. Després de la conquesta de Visapur i Lohagad prop del cim del Borghat pel tinent coronel Prother (17 de març de 1818) va arranjar la captura de totes les places fortes de Kolaba. Tala i Ghosale van caure sense lluita i les tropes angleses van marxar de Indapur cap a Mahad.. El major Hall del regiment 89 amb un destacament de 200 europeus i molts més sipais fou enviat a Raigarh on, després d'un obstinat setge d'11 dies, el fort va capitular. El maig de 1818 el coronel Imlack va intentar ocupar Vijayadurg, però fou rebut amb foc i els seus vaixells van haver de retirar-se però ja acabada la guerra amb el peshwa, tot el districte havia passat als britànics i el juny de 1818 els comandants locals, dos germans de la família Dhulap, es van rendir. Al riu fou capturat el vaixell almirall de 430 tones.
Raghuji per la seva minoria, va restar al front de Kolaba sota protecció britànica. L'administració efectiva fou confiada al ministre del seu pare Vinayak Parasuram Bivalkar. Quan va arribar a la majoria, Raghuji no es va poder desfer del ministre que tenia el suport de tots els principals oficials de l'estat i que arruïnava al país per les seves extravagants despeses. El 1821 Kals Bai la vídua de Babu Rao va demanar als britànics suport per la reclamació del tron de Kolaba del seu fill Fateh Singh però els britànics van considerar que com que el peshwa havia acceptat la supressió de la branca de Babu Rao en la successió, la qüestió no s'havia de tornar a obrir. El juny de 1822 les relacions entre el sobirà de Kolaba i el govern britànic foren fixades per un tractat pel qual la supremacia britànica i el seu dret d'investidura, concessions de drets, títols i terres, foren reconeguts i es van establir apartats pel manteniment dels membres de la família reial.
El govern de Raghuji i en realitat del ministre Bivalkar, fou marcat per una gran crueltat i opressió. Raghuji va morir el 26 de desembre 1838. Va deixar tres vídues: Kamlabai, Ambikabai i Yasodabai, de les que la tercera esperava un fill; tenia també dues filles i quatre fills il·legítims. A la mort del sobirà fou enviat a Kolaba l'anglès Courtenay per prevenir cap intent de frau i garantir que no hi havia parent directe mascle per la successió. Courtenay va arribar a Kolaba el 29 de desembre de 1838 i el 29 de gener de 1839 va informar que Yasodabai havia donat a llum a un fill de nom Kanhoji (fins al seu naixement la successió era reclamada per un nebot de Babu Rao).
Sambhaji, germà de Raghuji II, residia aleshores a Gwalior i a la mort de Raghuji va dirigir una carta al govern de Bombai, la successió li corresponia com a germà. El resident britànic a Gwalior va donar suport a aquesta reclamació però el naixement del fill pòstum de Raghuji va acabar aquest afer. El 6 de febrer de 1839 el govern va reconèixer el nadó com a sobirà de Kolaba amb el nom de Kanhoji II Angria. El ministre Bivalkar fou cridat a Bombai per rebre instruccions per la bona administració de l'estat durant la minoria. Bivalkar seguiria al front del govern associat amb la vídua més gran Kamlabai. Després de l'acord Courtenay va sortir de Kolaba. El governador general va donar l'aprovació. Però l'infant va morir el 21 de març. Sense successió legitima i per la doctrina del lapse, l'estat passava als britànics. La vídua va reclamar poder adoptar però el governador general va refusar aquesta possibilitat. El mateix any 1839 el fort fou entregat als britànics i l'estat va quedar completament controlat el 1840. El 2 de novembre d'aquest any una banda de ramosis van entrar al districte des dels territoris de Pant Saciv, i van saquejar Nizampur, Nagothana i Roha; un contingent del regiment 15 fou enviat contra ells i el conflicte fou aviat eliminat; molts saquejadors foren capturats i castigat. L'estat fou formalment annexionat formalment el 30 de desembre de 1843 per un acord de la cort de directors.

## Sidis de Janjira
El 1759 els Sidis van perdre la ciutadella de Surat però van aconseguir la ciutat de Jafarabad a la costa sud de la península de Kathiawar. A aquesta ciutat el 1731 el patel (cap) turc i alguns terratinents kolis van fer alguns actes de pirateria contra Surat però foren capturats per Sidi Hilal encarregat de la protecció de les naus de Surat i van haver de pagar un considerable rescat i per pagar van oferir el port de Jafarabad. Sidi Hilal hi va anar i en va prendre possessió aconseguint la cessió escrita. El 1749 es va construir un fort i fou nomenat un governador i un capità. El 1759 va esclatar conflictes a Jafaradabd i amb la intervenció britànica (que volien als Sidis com aliats i els volien compensar per la pèrdua de Surat) es va decidir nomenar a Sidi Hilal director o fawjdar de Jafarabad, dependent de Janjira; a canvi el Sidi es va comprometre a enviar bestiar a Bombai, cosa important pels britànics després de la pèrdua de poder dels portuguesos i l'establiment maratha al Konkan que els havia tancat tots els mercats.
El 1760, després de 25 anys d'aliança, els Sidis i els marathes es van enfrontar. Ramaji Pant, governador maratha de Konkan, ajudat per un cos de portuguesos, va conquerir el territori reconegut al Sidi pel tractat de 1736 i va assetjar la fortalesa i illa de Janjira. Aquesta fou salvada pels britànics que després de la greu derrota maratha a la tercera batalla de Panipat el 14 de gener de 1761, van hissar la seva bandera a Janjira i van obligar els marathes a respectar-la. Un tractat amb els Sidis el setembre de 1761 va garantir que els territoris arrabassats li serien tornats i que no serien atacats en endavant. El Sidi va aprofitar l'avantatge per cometre diversos actes de violència en territori maratha però els britànics el van aturar.
El 1762, Sidi Ibrahim fou assassinat pel seu esclau Yakut que va agafar la direcció de l'estat amb el nom de Sidi Yakut Sanni, en perjudici de l'hereu Abdul Rahim, que estava absent. El govern britànic va intentar fer de mediador però Abdul Rahim tenia el suport dels marathes i no volia rebaixar cap de les seves pretensions. Quan els britànics van enviar una força per imposar un arranjament, Abdul Rahim va fugir a Poona. El 1768 els britànics van intentar un nou acord que tampoc va reeixir. El 1772, davant el continuat suport del peshwa a Abdul Rahim, els britànics van establir que aquest darrer rebria Danda-Rajpuri subordinat a Sidi Yakut, que a més el nomenava hereu de Janjira. Sidi Yakut va morir poc després i Abdul Rahim llavors el va succeir i va governar fins a la seva mort el 1784. No és clar si Abdul Rahim va entrar a Janjira com deixeble de Yakut, que era mestre de l'alcorà, i va aprofitar i el va assassinar.
El 1784, mort Abdul Rahim, el comandant Sidi Johar va agafar el poder amb exclusió del fill gran d'Abdul Rahim, de nom Abdul Karim Khan, conegut com a Balu Miya. La causa és que Yakut havia fet un testament en el que deixava l'estat al fill petit d'Abdul Rahim sota regència de Sidi Johar, amic íntim de Yakut. Balu Miya va fugir a Poona i va rebre el suport del ministre Nana Fawaris que aspirava a dominar Janjira. Johar va demanar ajut als britànics i es va declarar disposat a lluitar fins al darrer home.
El 1791 el peshwa va cedir a Balu Miya un territori proper a Surat amb una renda de 75.000 rúpies. Els britànics van aprovar l'acord el 6 de juny de 1791; el peshwa no havia aconseguit establir la seva influència a Janjira que de fet va restar independent. Johar va governar sis anys (1784-1789) i el va succeir Sidi Ibrahim conegut també com a Dhakle Baba (1789-1792). Fou enderrocat pel seu esclau Sidi Jumrud Khan que el va empresonar; va restar tancat fins a la mort de Jumrud Khan el 1804, però llavors fou restaurat al front de l'estat i va governar fins al 1826. Sota el seu govern la sobirania de Konkan va passar als britànics quan van enderrocar al peshwa el 1818.
El 1826, Sidi Ibrahim fou succeït pel seu fill Sidi Muhammad. El 1834 els britànics van declarar Janjira un protectorat i van abolir la fàbrica de moneda de l'estat. Hi va haver alguns conflictes entre el Sidi i el nawab de Junagad a causa de Jafarabad i el governador de Bombai fou designat mediador el 1836 i la seva resolució fou acceptada per les dues parts. El 1844 Muhammad va abdicar el tron en el seu fill Sidi Ibrahim Khan.
Es deia que l'estat havia esdevingut salvatge i que el poder era opressiu; el càstig per la més petita ofensa era la mutilació. Els europeus no estaven segurs. El 1855 un mercader britànic fou capturat i assassinat i el govern de Bombai va imposar al nawab una forta multa. El 1867 es va informar de conflictes entre el nawab i els sardars (nobles) i el govern de Bombai va haver d'intervenir; el 1869 el nawab fou privat de la jurisdicció criminal i un resident britànic amb alguns poder judicials, fou nomenat.
El 1870 el nawab va viatjar a Bombai a saludar al duc d'Edimburgh i va romandre bastant de temps a Bombai amb l'esperança de recuperar els elements d'autoritat perduts progressivament. En la seva absència l'administració de justícia civil va caure en desordre i es van produir irregularitats en la recaptació de tributs. Els sardars, indignats per la llarga absència del nawab i les seves extravagàncies, el van acusar de favoritisme pels hindús, i de violació dels seus privilegis i es van revoltar, apoderant-se del fort de Janjira, proclamant a Sidi Ahmad Khan, el fill gran i legítim hereu del nawab, al front de l'estat.
El nawab va reclamar als britànics que van enviar a Mr. Havelock del Servei Civil de Bombai, per fer una enquesta de les causes de la revolta; Havelock va decidir que les causes de la revolta dels sardars eren de poca rellevància i que hi havia altres que no s'havien revoltat i tenien millors motius per fer-ho, i es va acordar restituir al nawab però a canvi d'una reforma de l'administració controlada pel govern britànic. El col·lector del districte de Kolaba fou nomenat agent polític amb el resident com ajudant. Amb el nou sistema els sardars tampoc van veure satisfetes les seves pretensions. El 1872 l'agent polític Soloman, va fer una enquesta sobre les reclamacions dels sardars de la que va resultar que els principals oficis de l'estat havien estat exercits habitualment per sardars nomenats pel nawab amb un salari, i els que no tenien ofici rebien subvencions (es va "aconsellar" el manteniment del sistema i la submissió dels sardars al nawab el 1873).
El 1872 el nawab va anar al darbar de Lord Northbrook a Bombai i fou posat per darrere del sobirà de Sarin el que va molestar molt al nawab. El 1873 els Prabhu, favorits dels nawab, que eren acusats de totes les malifetes, van rebre la prohibició d'exercir càrrecs. El 1875 el nawab va tornar a Bombai a saludar al Príncep de Gal·les pel que fou rebut amb molta cortesia i consideració. El 1876 el nawab va abolir el monopoli de la sal i el tabac i les taxes per trànsit per mar. El 1877 no va assistir a l'assemblea imperial de Delhi per manca de fons.
El setembre de 1877 van esclatar disturbis entre hindús i musulmans; les processons hindús i la música estaven prohibides durant el mes de Ramadà i en altres moments determinats. No es podia tocar musica les nits del diumenge i del dijous ni en tot el dia el divendres; si els grans festivals hindús queien en els períodes de prohibició la música es podia tocar a l'interior de les cases excepte si estaven prop d'una mesquita o de la casa d'un musulmà (a la vora de les mesquites estava sempre prohibit a les hores de pregària). Les festes de Ganapati el setembre de 1877 van caure el mes de Ramadà, però uns dies bans (26 d'agost) el nawab va emetre un decret que aixecava la prohibició (excepte música enfront de les mesquites). Això va ofendre als musulmans que es van enfrontar als hindús; entre el 10 i el 16 de setembre hi va haver set moments de disturbis; la iniciativa fou dels musulmans al primer moment però després els hindús també van iniciar accions. Finalment a base de multes es va restaurar l'orde. Un comitè d'hindús i musulmans va preparar unes noves regles.
El novembre de 1877 es van renovar els conflictes del nawab amb els sardars. Aquestos van presentar els seus greuges a W. G. Pedder, l'agent polític, que va acceptar algunes de les reclamacions (el poder dels Prabhu, la destrucció de les selves concedides en inam, la confiscació de cessions, la retirada de drets sobre els terratinents, el rebuig de rèplica, i la manca d'ús de les cartes complementaris i privilegis) i les va "recomanar" al nawab.
El 1878 un karbhari fou nomenat amb poders civils i judicials. El 28 de gener de 1879 va morir Sidi Ibrahim deixant tres fills, dos amb una concubina, i un, Sidi Ahmad Khan, legítim (però el més jove). Els que afavorien al fill gran il·legítim estaven en millor posició i el van proclamar tot i la protesta de l'agent polític, però el govern de Bombai va anul·lar el nomenament i va imposar a Sidi Ahmad Khan, instal·lat al gadi l'11 de juny de 1879. El nou nawab només tenia 19 anys i va romandre al col·legi a Rajkot fins al setembre de 1881. En la seva minoria l'administració va estar en mans d'un karbhari a les ordes del subagent i sota supervisió de l'agent. Va romandre de fet a Poona fins al 1883 i llavors l'agent Soloman va actuar al seu costat en l'administració per iniciar al nawab en l'administració; l'11 d'octubre d'aquell any va rebre plens poders. El seu govern va aportar diverses mostres de progrés.
El 1948 el nawab va rebre una pensió i Janjira fou integrada al districte de Kolaba.

## Domini britànic
Konkan formava una de les cinc divisions territorials de la presidència de Bombai (les altres eren Dècan, Carnàtic, Gujarat i Sind. Incloïa la ciutat i illa de Bombai i tres districtes britànics (Ratnagiri, Kolaba i Thana) i a més tres estats natius (Jawhar, Janjira i Sawantwadi).
L'estat de Kolaba havia estat annexionat per lapse el 1840. La major part del territori britànic va ser adquirit el 1818 quan fou deposat el peshwa maratha i els seus estats annexionats.
El territori portuguès de Goa n'era part geogràfica però no política.